# Penyes barcelonistes
Llista de les Penyes barcelonistes d'arreu del món tal com consten en el lloc oficial del FC Barcelona.

## Catalunya

### Barcelona
| Localitat                    | Nom                                                       | Antiguitat | Foto |
| ---------------------------- | --------------------------------------------------------- | ---------- | ---- |
| Aiguafreda                   | Penya Blaugrana Aiguafreda                                | 1989       |      |
| Alella                       | Penya Barcelonista d'Alella                               | 2014       |      |
| Arenys de Mar                | Penya Barça d'Arenys de Mar                               | 1974       |      |
| Arenys de Munt               | Penya Barcelonista Arenys de Munt                         | 1968       |      |
| Argentona                    | Penya Barcelonista d'Argentona                            | 1970       |      |
| Artés                        | Penya Barçamics Artes                                     | 2010       |      |
| Avià                         | Penya Blaugrana d'Avià                                    | 1998       |      |
| Avinyó                       | Penya Blau-Grana d'Avinyó                                 | 1986       |      |
| Badalona                     | Penya Barcelonista Badalona Mar                           | 1998       |      |
| Badalona                     | Penya Barcelonista de Bufalà                              | 1992       |      |
| Badalona                     | Penya Barcelonista Nova Lloreda                           | 2012       |      |
| Badalona                     | Penya Barcelonista Pep Ventura                            | 1990       |      |
| Badalona                     | Penya Blau-Grana de Badalona                              | 1960       |      |
| Badia del Vallès             | Penya Blaugrana de Badia del Vallès                       | 2010       |      |
| Bagà                         | Penya Bagà Blaugrana                                      | 1995       |      |
| Balsareny                    | Penya Barcelonista Balsareny                              | 1991       |      |
| Barberà del Vallès           | Penya Barça Barbera del Vallès                            | 1982       |      |
| Barcelona                    | A.D.B Collblanc                                           | 1972       |      |
| Barcelona                    | Agrupació Barcelonista Penya Anguera                      | 1957       |      |
| Barcelona                    | Metal Club Barcelona                                      | 2006       |      |
| Barcelona                    | Penya Almogàvers                                          | 1989       |      |
| Barcelona                    | Penya Barça de sords Cerecusor                            | 2004       |      |
| Barcelona                    | Penya Barça RCTB 1899                                     | 2011       |      |
| Barcelona                    | Penya Barcelonista 100 % 100                              | 1997       |      |
| Barcelona                    | Penya Barcelona Barceloneta                               | 1957       |      |
| Barcelona                    | Penya Barcelonista Barcino                                | 1947       |      |
| Barcelona                    | Penya Barcelonista Bon Pastor                             | 1983       |      |
| Barcelona                    | Penya Barcelonista Bou                                    | 1991       |      |
| Barcelona                    | Penya Barcelonista Can Baró                               | 1993       |      |
| Barcelona                    | Penya Barcelonista "Centenari" de Barcelona               | 1999       |      |
| Barcelona                    | Penya Barcelonista Chicas del Barça                       | 2013       |      |
| Barcelona                    | Penya Barcelonista Cinc Copes                             | 1953       |      |
| Barcelona                    | Penya Barcelonista Congrés                                | 1984       |      |
| Barcelona                    | Penya Barcelonista Creu de Sant Jordi                     | 1993       |      |
| Barcelona                    | Penya Barcelonista de Barcelona                           | 1985       |      |
| Barcelona                    | Penya Barcelonista de Col-leccionistes de Plaques de Cava | 2008       |      |
| Barcelona                    | Penya Barcelonista de l'Eixample "Can Conesa"             | 2004       |      |
| Barcelona                    | Penya Barcelonista del Taxi ZF                            | 2003       |      |
| Barcelona                    | Penya Barcelonista Districte XXVII                        | 2003       |      |
| Barcelona                    | Penya Barcelonista Emerita Augusta                        | 2007       |      |
| Barcelona                    | Penya Barcelonista Empletas Aigües de Barcelona (Agbar)   | 1995       |      |
| Barcelona                    | Penya Barcelonista Esperit Blaugrana                      | 2003       |      |
| Barcelona                    | Penya Barcelonista Forum Manolo Clares                    | 1994       |      |
| Barcelona                    | Penya Barcelonista "Gamper" de Barcelona                  | 2001       |      |
| Barcelona                    | Penya Barcelonista Gegantó Avi del Barça                  | 1995       |      |
| Barcelona                    | Penya Barcelonista Jordi Alba Zona Franca                 | 2015       |      |
| Barcelona                    | Penya Barcelonista "La Guineu"                            | 1994       |      |
| Barcelona                    | Penya Barcelonista l'Urpa                                 | 2007       |      |
| Barcelona                    | Penya Barcelonista Matinera                               | 2010       |      |
| Barcelona                    | Penya Barcelonista Mercabarna                             | 1998       |      |
| Barcelona                    | Penya Barcelonista Nostra Ensenya                         | 2003       |      |
| Barcelona                    | Penya Barcelonista Paris 2006                             | 2007       |      |
| Barcelona                    | Penya Barcelonista Poble Nou                              | 1958       |      |
| Barcelona                    | Penya Barcelonista Residència Font Florida                | 2008       |      |
| Barcelona                    | Penya Barcelonista "Sang Culé Cor Català"                 | 1991       |      |
| Barcelona                    | Penya Barcelonista Sant Antoni                            | 2001       |      |
| Barcelona                    | Penya Barcelonista Sants-Hostafrancs 2009                 | 2010       |      |
| Barcelona                    | Penya Barcelonista Sis Copes de Barcelona                 | 2010       |      |
| Barcelona                    | Penya Barcelonista Special Barça                          | 2014       |      |
| Barcelona                    | Penya Barcelonista "Speed 58"                             | 2000       |      |
| Barcelona                    | Penya Barcelonista Teixonera                              | 1993       |      |
| Barcelona                    | Penya Barcelonista Tres Xemeneies                         | 2009       |      |
| Barcelona                    | Penya Barcelonista de Vallvidrera                         | 2013       |      |
| Barcelona                    | Penya Barcelonista Villaverde                             | 1956       |      |
| Barcelona                    | Penya Barcelonista Wembley 92                             | 1992       |      |
| Barcelona                    | Penya Blaugrana Can Peguera                               | 2010       |      |
| Barcelona                    | Penya Blaugrana Castellers de Barcelona                   | 2010       |      |
| Barcelona                    | Penya Blaugrana Ciutat Meridiana                          | 2002       |      |
| Barcelona                    | Penya Blaugrana Cor Culé                                  | 2004       |      |
| Barcelona                    | Penya Blaugrana de Básquet "Meritxell"                    | 1997       |      |
| Barcelona                    | Penya Blaugrana de Hockey                                 | 2009       |      |
| Barcelona                    | Penya Blaugrana Del Roser                                 | 2010       |      |
| Barcelona                    | Penya Blaugrana "El Racó"                                 | 2000       |      |
| Barcelona                    | Penya Blaugrana Foment Martinenc                          | 1955       |      |
| Barcelona                    | Penya Blaugrana Les Corts                                 | 2011       |      |
| Barcelona                    | Penya Blaugrana Terra Ferma                               | 2015       |      |
| Barcelona                    | Penya Blaugrana TrinitatVella                             | 1992       |      |
| Barcelona                    | Penya Blaugrana Xavi                                      | 2009       |      |
| Barcelona                    | Penya Gastronómica Barça                                  | 2014       |      |
| Barcelona                    | Penya "La Toga Blaugrana"                                 | 1999       |      |
| Barcelona                    | Unio Barcelonista Catalonia                               | 1950       |      |
| Begues                       | Penya Barcelonista de Begues                              | 2005       |      |
| Bellaterra                   | Penya Blaugrana de Bellaterra                             | 2013       |      |
| Berga                        | Penya Blaugrana de Berga                                  | 1972       |      |
| Bigues                       | Penya Blaugrana Vall del Tenes                            | 1995       |      |
| Borredà                      | Penya Blaugrana de Borredà                                | 2006       |      |
| Cabrera de Mar               | Penya Barcelonista de Cabrera de Mar                      | 1995       |      |
| Cabrils                      | Penya Barcelonista de Cabrils                             | 1994       |      |
| Calaf                        | Penya Barcelonista de Calaf i Comarca                     | 1982       |      |
| Caldes de Montbui            | Penya Blau-Grana Caldes de Montbui                        | 1976       |      |
| Calella                      | Penya Solera Barcelonista de Callella                     | 1958       |      |
| Campins                      | Penya Barcelonista de Campins                             | 2012       |      |
| Canet de Mar                 | Penya Barcelonista Canet de Mar                           | 1992       |      |
| Capellades                   | Penya Blaugrana de Capellades                             | 1982       |      |
| Cardona                      | Penya Barcelonista Cardona                                | 1984       |      |
| Castellar del Vallès         | Penya Solera Barcelonista Castellar del Vallès            | 1952       |      |
| Castellet i La Gornal        | Penya Blaugrana de Castellet i La Gornal                  | 1994       |      |
| Castelldefels                | Penya Blaugrana "La Pulga" de Castelldefels               | 2014       |      |
| Castellolí                   | Penya Blaugrana de Castellolí                             | 2009       |      |
| Castellterçol                | Penya Barcelonista Castellterçol                          | 1982       |      |
| Castellbell i el Vilar       | Penya Barcelonista Castellbell i el Vilar                 | 1994       |      |
| Cardedeu                     | Penya Barcelonista Cardedeu                               | 1957       |      |
| Carme                        | Penya Blaugrana de Carme                                  | 2008       |      |
| Castellar de n'Hug           | Penya Barcelonista Castellar de n'Hug-Gossos d'Atura      | 2004       |      |
| Centelles                    | Penya Barcelonista de Centelles                           | 1989       |      |
| Cercs                        | Penya Blau-Grana "La Baells"                              | 1993       |      |
| Cerdanyola del Vallès        | Penya Barcelonista Cerdanyola del Vallès                  | 1981       |      |
| Cervelló                     | Penya Blaugrana de Cervelló                               | 1995       |      |
| Collbató                     | Penya Blaugrana de Collbató                               | 2000       |      |
| Collsuspina                  | Penya Barcelonista Collsuspina                            | 2004       |      |
| Corbera de Llobregat         | Penya Barcelonista "Anar-hi anant"                        | 1982       |      |
| Cornellà de Lobregat         | Penya Barcelonista Almeda                                 | 1995       |      |
| Cornellà de Llobregat        | Penya Blaugrana Sant Ildefons de Cornellà                 | 2007       |      |
| Dosrius                      | Penya Barcelonista Dosrius-Canyamars                      | 1993       |      |
| El Figaró                    | Penya Blaugrana de Figaró-Montmany                        | 2008       |      |
| El Masnou                    | Penya Barcelonista El Masnou-Ocata                        | 1978       |      |
| El Papiol                    | Penya Blaugrana El Papiol                                 | 1983       |      |
| El Pla del Penedès           | Penya Barcelonista El Pla Del penedès                     | 2007       |      |
| El Prat de Lobregat          | Penya Barcelonista Prat-Potablava                         | 1994       |      |
| El Prat de Lobregat          | Penya Barcelonista "Quarta Lliga" Sant Cosme i Sant Damià | 1995       |      |
| Esparraguera                 | Penya Barcelonista d'Esparraguera                         | 1975       |      |
| Esplugues de Lobregat        | Penya Barcelonista Joventut d'Esplugues                   | 2015       |      |
| Esplugues de Lobregat        | Penya Barcelonista l'Avenc                                | 1984       |      |
| Garraf                       | Penya Blaugrana Garraf                                    | 2013       |      |
| Gavà                         | Penya Barcelonista Blaugrana Gavanenca                    | 1975       |      |
| Gelida                       | Penya Blaugrana de Gelida                                 | 1977       |      |
| Gironella                    | Penta Blaugrana de Gironella                              | 2002       |      |
| Granollers                   | Penya Barcelonista Granollers                             | 1978       |      |
| Gualba                       | Penya Blaugrana de Gualba                                 | 2005       |      |
| Guardiola de Berguedà        | Penya Blau-Grana Guardiola                                | 1988       |      |
| Igualada                     | Penya Blaugrana Igualada                                  | 1959       |      |
| La Garriga                   | Penya Barcelonista La Garriga                             | 1983       |      |
| La Granada                   | Penya Barcelonista La Granada                             | 1981       |      |
| La Llagosta                  | Penya Blau-Grana La Llagosta                              | 1983       |      |
| La Múnia                     | Penya Barcelonista de la Múnia                            | 1985       |      |
| La Pobla de Lillet           | Penya Barcelonista La Pobla de Lillet                     | 1996       |      |
| La Roca del Vallès           | Penya Blau-Grana La Roca del Vallès                       | 1976       |      |
| Les Franqueses del Vallès    | Penya Blaugrana de Llerona                                | 2006       |      |
| Les Roquetes del Garraf      | Penya Barcelonista Les Roquetes del Garraf                | 1992       |      |
| L'Esquirol                   | Penya Barcelonista El Cabreres                            | 1982       |      |
| L'Estany                     | Penya Barcelonista de l'Estany                            | 2010       |      |
| L'Hospitalet de Llobregat    | Penya Barcelonista Collblanc-Torrassa                     | 1994       |      |
| L'Hospitalet de Llobregat    | Penya Barcelonista "El Repartidor" de l'Hospitalet        | 2000       |      |
| L'Hospitalet de Llobregat    | Penya Barcelonista l'Estelada Blaugrana de l'Hospitalet   | 2012       |      |
| L'Hospitalet de Llobregat    | Penya Barcelonista l'Hospitalet                           | 1992       |      |
| L'Hospitalet de Llobregat    | Penya Ramonet Barcelonista                                | 1997       |      |
| Llinars del Vallès           | Penya Barcelonista de Llinars del Vallès                  | 1997       |      |
| Malgrat de Mar               | Penya Barcelonista l'Avi Xaxu                             | 2007       |      |
| Manlleu                      | Penya Barcelonista de Manlleu                             | 1972       |      |
| Manresa                      | Penya Barcelonista "Cor de Catalunya" de Manresa          | 2011       |      |
| Manresa                      | Penya Blaugrana Manresa                                   | 1957       |      |
| Martorell                    | Penya Barcelonista Martorell                              | 1960       |      |
| Matadepera                   | Penya Blaugrana de Matadepera                             | 1994       |      |
| Mataró                       | Penya Barcelonista de Mataro                              | 1961       |      |
| Moià                         | Penya Blau-Grana de Moià                                  | 1984       |      |
| Moja                         | Penya Barcelonista d'Olèrdola                             | 1994       |      |
| Molins de Rei                | Penya Barcelonista "Josep Raich"                          | 1975       |      |
| Mollet del Vallès            | Penya Barcelonista de Mollet                              | 1972       |      |
| Monistrol de Montserrat      | Penya Barcelonista Montserrat-Monistrol                   | 1972       |      |
| Montcada i Reixac            | Penya Barcelonista Montcada i Reixac                      | 1974       |      |
| Montesquiu                   | Penya Blaugrana de Montesquiu                             | 2004       |      |
| Montgat                      | Penya Barcelonista Blaugrana de Montgat                   | 2001       |      |
| Montmeló                     | Penya Barcelonista de Montmeló                            | 1981       |      |
| Montornès del Vallès         | Penya Blaugrana Montornès del Vallès                      | 1985       |      |
| Montseny                     | Penya Barcelonista Montseny                               | 2012       |      |
| Mura                         | Penya Blaugrana de Mura                                   | 2008       |      |
| Navarcles                    | Penya Barcelonista Navarcles                              | 1997       |      |
| Navàs                        | Penya Barcelonista de Navàs                               | 1979       |      |
| Òdena                        | Penya Blaugrana d'Òdena                                   | 2008       |      |
| Olesa de Montserrat          | Penya Barcelonista d'Olesa                                | 1963       |      |
| Orrius                       | Penya Barcelonista d'Orrius                               | 1982       |      |
| Palafolls                    | Penya Barcelonista "Josep Suñol i Garriga" de Palafolls   | 2004       |      |
| Palau-solità i Plegamans     | Penya Barcelonista Palau-solità i Plegamans               | 1987       |      |
| Parets del Vallès            | Penya Blau-Grana de Parets                                | 2001       |      |
| Piera                        | Penya Barcelonista de Piera                               | 1983       |      |
| Pineda de Mar                | Penya Barcelonista Pineda de Mar                          | 1977       |      |
| Prats de Lluçanès            | Penya Blau-Grana del Lluçànes                             | 1985       |      |
| Premià de Dalt               | Penya Barcelonista Premià de Dalt Sant Jaume              | 1992       |      |
| Premià de Mar                | Penya Barcelonista Premià de Mar                          | 1958       |      |
| Puig-Reig                    | Penya Blaugrana de Puig-Reig                              | 1989       |      |
| Ripollet                     | Penya Barcelonista Ripollet                               | 1975       |      |
| Roda de Ter                  | Penya Blaugrana de Roda De Ter i Les Masies               | 1989       |      |
| Rubí                         | Penya Blaugrana Ramon Llorens                             | 1960       |      |
| Sabadell                     | Penya Barcelonista del Vallès                             | 1958       |      |
| Sabadell                     | Penya Barcelonista Poble Nou de la Salut                  | 1995       |      |
| Sabadell                     | Penya Blaugrana de Sabadell                               | 1993       |      |
| Saldes                       | Penya Blaugrana de Saldes                                 | 1999       |      |
| Sallent                      | Penya Barcelonista de Sallent                             | 1983       |      |
| Sant Adrià de Besòs          | Penya Barcelonista Sant Adrià de Besòs                    | 1985       |      |
| Sant Adrià de Besòs          | Penya Barcelonista Sant Just-Trajana                      | 2000       |      |
| Sant Andreu de la Barca      | Penya Barcelonista Sant Andreu de la Barca                | 1980       |      |
| Sant Andreu de Llavaneres    | Penya Barça Llavaneres "Joaquim Passi"                    | 1979       |      |
| Sant Antoni de Vilamajor     | Penya Barcelonista Vilamajor's                            | 2005       |      |
| Sant Boi de Llobregat        | Penya Barcelonista Cinc Roses                             | 1971       |      |
| Sant Boi de Llobregat        | Penya Barcelonista " Ciutat Cooperativa" Molí Nou         | 2005       |      |
| Sant Boi de Llobregat        | Penya Barcelonista Sant Boi de Llobregat                  | 1970       |      |
| Sant Boi de Lluçanès         | Penya Blaugrana Sant Boi de Lluçanès                      | 2008       |      |
| Sant Celoni (La Batlloria)   | Penya Barcelonista La Batlloria culé                      | 2003       |      |
| Sant Celoni                  | Penya Barcelonista Sant Celoni                            | 1973       |      |
| Sant Cugat del Vallès        | Penya Blaugrana Sant Cugat                                | 1981       |      |
| Sant Cugat Sesgarrigues      | Penya Blaugrana sant Cugat Sesgarrigues                   | 2010       |      |
| Sant Esteve Sesrovires       | Penya Blaugrana Sant Esteve Sesrovires                    | 1992       |      |
| Sant Feliu de Codines        | Penya Barcelonista "Els Blaugrana"                        | 1976       |      |
| Sant Feliu de Llobregat      | Penya Barcelonista Sant Feliu de Llobregat                | 1978       |      |
| Sant Fost de Campcentelles   | Penya Barcelonista l'Alba del Vallès                      | 2009       |      |
| Sant Fruitós de Bages        | Penya Barcelonista sant fruitós de Bages                  | 1980       |      |
| Sant Joan Despí              | Penya Barcelonista Sant Joan Despí                        | 1983       |      |
| Sant Joan de Vilatorrada     | Penya Barcelonista "Antoni Camps"                         | 1983       |      |
| Sant Julià de Cerdanyola     | Penya Blaugrana Sant Julià de Cerdanyola                  | 2002       |      |
| Sant Just Desvern            | Penya Barcelonista Sant Just Desvern                      | 1983       |      |
| Sant Martí Sarroca           | Penya Barcelonista sant Martí Sarroca                     | 1987       |      |
| Sant Pere de Ribes           | Penya Barcelonista sant Pere de Ribes                     | 1983       |      |
| Sant Pol de Mar              | Penya Barcelonista Sant Pol de Mar                        | 1979       |      |
| Sant Quirze de Besora        | Penya Barcelonista Vall de Bisaura                        | 1985       |      |
| Sant Sadurní d'Anoia         | Penya Blaugrana Sant Sadurni d'Anoia i Comarca            | 1980       |      |
| Sant Salvador de Guardiola   | Penya Blaugrana Sant Salvador de Guardiola i Salelles     | 2012       |      |
| Sant Vicenç de Castellet     | Penya Blaugrana Sant Vicenç de Castellet                  | 1977       |      |
| Sant Vicenç dels Horts       | Penya Barcelonista Sant Vicenç Horts                      | 1978       |      |
| Sant Vicenç dels Horts       | Penya Blaugrana Sant Vicenç dels Horts                    | 2007       |      |
| Santpedor                    | Penya Blaugrana Santpedor                                 | 1987       |      |
| Santa Coloma de Cervelló     | Penya Barcelonista de la Colònia Güell                    | 1996       |      |
| Santa Coloma de Gramenet     | Penya Barcelonista "Johan"                                | 1999       |      |
| Santa Coloma de Gramenet     | Penya Barcelonista Santa Coloma de Gramenet               | 1960       |      |
| Santa Eulàlia de Puig-oriol  | Penya Blaugrana de Santa Eulàlia de Puig-oriol            | 2010       |      |
| Santa Margarida de Montbui   | Penya Blaugrana Santa Margarida de Montbui                | 2012       |      |
| Santa Margarida i els Monjos | Penya Barcelonista Santa Margarida i Els Monjos           | 1993       |      |
| Santa Maria d'Oló            | Penya Blaugrana Santa Maria d'Oló                         | 1984       |      |
| Santa Perpetua de Mogoda     | Penya Barcelonista Santa Perpetua                         | 1976       |      |
| Sitges                       | Penya Barcelonista de Sitges                              | 1976       |      |
| Subirats                     | Penya Blaugrana de Can Cartró i Subirats                  | 2010       |      |
| Súria                        | Penya Blaugrana de Súria                                  | 1985       |      |
| Taradell                     | Penya Barcelonista de Taradell                            | 1990       |      |
| Terrassa                     | Penya Barcelonista 1900                                   | 1955       |      |
| Tona                         | Penya Blaugrana de Tona                                   | 2008       |      |
| Tordera                      | Penya Barcelonista de Tordera                             | 1996       |      |
| Torelló                      | Penya Blau-Grana de Torelló                               | 2001       |      |
| Vallbona d'Anoia             | Penya Barcelonista de Vallbona d'Anoia                    | 2011       |      |
| Vallgorguina                 | Penya Barcelonista Vallgorguina                           | 2007       |      |
| Vallirana                    | Penya Blaugrana de Vallirana                              | 1979       |      |
| Vic                          | Penya Barcelonista Plana Vic                              | 1973       |      |
| Viladecans                   | Penya Blaugrana Viladecans                                | 1992       |      |
| Vilafranca del Penedès       | Penya Barcelonista Vilafranca del Penedès i Comarca       | 1961       |      |
| Vilanova del Vallès          | Penya Blaugrana Vilanova del Vallès                       | 2000       |      |
| Vilanova i la Geltrú         | Penya Barcelonista U.P.C.- Vilanova                       | 1997       |      |
| Vilanova i la Geltrú         | Penya Barcelonista Vilanova                               | 1960       |      |
| Vilassar de Dalt             | Penya Barcelonista Vilassar de Dalt                       | 1972       |      |
| Vilassar de Mar              | Penya Barcelonista Vilassar de Mar                        | 1972       |      |

### Girona
| Localitat                  | Nom                                          | Antiguitat | Foto |
| -------------------------- | -------------------------------------------- | ---------- | ---- |
| Amer                       | Penya Blaugrana d'Amer                       | 1997       |      |
| Arbúcies                   | Penya Barcelonista d'Arbúcies                | 1974       |      |
| Banyoles                   | Penya Blaugrana Comarca de Banyoles          | 1985       |      |
| Bescanó                    | Penya Blaufgrana de Bescanó                  | 1996       |      |
| Blanes                     | Penya Barcelonista de Blanes                 | 1976       |      |
| Bordils                    | Penya Blaugrana de Bordils                   | 2006       |      |
| Breda                      | Penya Barcelonista de Breda                  | 1976       |      |
| Caldes de Malavella        | Penya Barcelonista Caldes de Malavella       | 1995       |      |
| Campdevànol                | Penya Barcelonista de Campdevànol            | 1995       |      |
| Camprodon                  | Penya Barcelonista Camprodon                 | 1981       |      |
| Cassà de la Selva          | Penya Barcelonista Cassà i Comarca           | 1981       |      |
| Castelló d'Empúries        | Penya Blaugrana Castelló d'Empúries          | 1999       |      |
| Figueres                   | Penya Blaugrana Almogàvers Empordà           | 2011       |      |
| Figueres                   | Penya Blau-Grana Alt Empordà                 | 1982       |      |
| Garriguella                | Penya Blaugrana de Garriguella               | 2012       |      |
| Girona                     | Penya Barcelonista de Girona                 | 1982       |      |
| Hostalric                  | Penya Barcelonista d'Hostalric               | 1994       |      |
| La Bisbal d'Empordà        | Penya Barcelonista La Bisbal d'Empordà       | 1991       |      |
| La Jonquera                | Penya Barcelonista Amics del Barça           | 1978       |      |
| L'Escala                   | Penya Blaugrana de l'Escala                  | 1979       |      |
| Llagostera                 | Penya Barcelonista de Llagostera             | 1996       |      |
| Llança                     | Penya Barcelonista Llança                    | 1982       |      |
| Llívia                     | Penya Blaugrana de Llívia                    | 2011       |      |
| Lloret de Mar              | Penya Barcelonista Lloret de Mar             | 1975       |      |
| Lloret de Mar              | Penya Blaugrana "Euro Barça"                 | 2000       |      |
| Maçanet de la Selva        | Penya Barcelonista de Maçanet de la Selva    | 2002       |      |
| Monells                    | Penya Blaugrana de Monells                   | 2011       |      |
| Olot                       | Penya Barcelonista d'Olot i Comarca          | 1973       |      |
| Olot                       | Penya Blaugrana Almogàvers Garrotxins        | 2009       |      |
| Palafrugell                | Penya Barcelonista de Palafrugell            | 1981       |      |
| Palamós                    | Penya Barcelonista Palamós i Comarca         | 1978       |      |
| Palol de Revardit          | Penya Barcelonista del Municipi de Palol     | 2013       |      |
| Pals                       | Pals Blau i Grana                            | 2004       |      |
| Portbou                    | Penya Blau-Grana de Portbou                  | 1985       |      |
| Puigcerdà                  | Penya Barcelonista Puigcerdà                 | 1972       |      |
| Ribes de Freser            | Penya Barcelonista Vall de Ribes             | 1983       |      |
| Riells i Viabrea           | Penya Barcelonista de Riells i Viabrea       | 2009       |      |
| Ripoll                     | Penya Blau i Grana de Ripoll                 | 1973       |      |
| Riudellots de la selva     | Penya Barcelonista de Riudellots de la Selva | 2004       |      |
| Salt                       | Penya Barcelonista El Ter de Salt            | 2001       |      |
| Salt                       | Penya Barcelonista Vall de Llémena           | 1996       |      |
| Sant Feliu de Guixols      | Penya Barcelonista Guixolenca                | 1976       |      |
| Sant Feliu de Pallerols    | Penya Blaugrana Sant Feliu de Pallerols      | 2007       |      |
| Sant Hilari Sacalm         | Penya Barcelonista Sant Hilari               | 1969       |      |
| Sant Joan de les Abadesses | Penya Blaugrana Sant Joan Abadesses          | 1972       |      |
| Santa Coloma de Farners    | Penya Barcelonista Santa Coloma Farners      | 1968       |      |
| Santa Cristina d'Aro       | Penya Blaugrana Cristinenca                  | 1997       |      |
| Sils                       | Penya Barcelonista de Sils                   | 2012       |      |
| Torroella de Montgrí       | Penya Barcelonista Montgrí i Comarca         | 1974       |      |
| Tossa de Mar               | Penya Blaugrana Tossa de Mar                 | 1974       |      |
| Vidreres                   | Penya Barcelonista de Vidreres               | 1982       |      |
| Vilabertran                | Penya Barcelonista Vilabertran               | 1998       |      |

### Lleida
| Localitat              | Nom                                                    | Antiguitat | Foto |
| ---------------------- | ------------------------------------------------------ | ---------- | ---- |
| Agramunt               | Penya Barcelonista d'Agramunt                          | 1974       |      |
| Albesa                 | Penya Barcelonista Joves de Ponent                     | 1995       |      |
| Alcarràs               | Penya Barcelonista d'Alcarràs                          | 1982       |      |
| Almacelles             | Penya Barcelonista "La Clamor" d'Almacelles            | 1994       |      |
| Almatret               | Penya Barcelonista d'Almatret                          | 1998       |      |
| Almenar                | Penya Barcelonista d'Almenar                           | 1993       |      |
| Alòs de Balaguer       | Penya Barcelonista d'Alòs de Balaguer                  | 2011       |      |
| Alpicat                | Penya Blaugrana d'Alpicat                              | 1999       |      |
| Artesa de Lleida       | Penya Blaugrana d'Artesa de Lleida                     | 2012       |      |
| Artesa de Segre        | Penya Barcelonista d'Artesa de Segre i Comarca         | 1985       |      |
| Balaguer               | Penya Barcelonista de Balaguer i Comarca               | 1972       |      |
| Bellcaire d'Urgell     | Penya Barça de Bellcaire d'Urgell                      | 1992       |      |
| Bellpuig               | Penya Blaugrana de Bellpuig                            | 1992       |      |
| Bellver de Cerdanya    | Penya Barça de la Cerdanya                             | 2001       |      |
| Bellvís                | Penya Blaugrana Bellvisenca                            | 1994       |      |
| Benavent de Segrià     | Penya Vent Blaugrana                                   | 2004       |      |
| Camarasa               | Penya Blaugrana de Camarasa                            | 2004       |      |
| Castelldans            | Penya Barcelonista de Castelldans                      | 2012       |      |
| Cervera                | Penya Blaugrana Cervera i rodalia                      | 1985       |      |
| Coll de Nargó          | Penya Barcelonista de Coll de Nargó                    | 2008       |      |
| Golmés                 | Penya Blaugrana de Golmés                              | 2005       |      |
| Guissona               | Penya Blaugrana de Guissona i Comarca                  | 1961       |      |
| Isona i Conca Dellà    | Penya Barcelonista d'Isona i Conca Dellà               | 2009       |      |
| La Seu d'Urgell        | Penya Barcelonista Urgellenca                          | 1994       |      |
| Les Borges Blanques    | Penya Barcelonista Borges Blanques                     | 1982       |      |
| Lleida                 | Penya Barcelonista de Lleida i Província               | 1970       |      |
| Lleida                 | Penya Barça Ciutat de Lleida                           | 2001       |      |
| Lleida                 | Penya Blaugrana Som Un Sentiment                       | 2005       |      |
| Linyola                | Penya Barça de Linyola                                 | 1988       |      |
| Maials                 | Penya Barcelonista " La Societat "                     | 2003       |      |
| Menàrguens             | Penya Barcelonista de Menàrguens                       | 2010       |      |
| Miralcamp              | Penya Barcelonista Miralcamp                           | 1989       |      |
| Mollerusa              | Penya Barcelonista del Pla d'Urgell                    | 1983       |      |
| Nalec                  | Penya Blaugrana " Txema Corbella " de Nalec            | 2011       |      |
| Palau d'Anglesola      | Penya Barcelonista del Palau d'Anglesola               | 2006       |      |
| Peramola               | Penya Blaugrana de Peramola i Comarca                  | 2013       |      |
| Ponts                  | Penya Blaugrana Ponts i Comarca                        | 1983       |      |
| Puigverd de Lleida     | Penya Barcelonista Puigverd de Leida                   | 2005       |      |
| Roselló                | Penya Blaugrana de Roselló                             | 1999       |      |
| Sant Guim de Freixenet | Penya Blaugrana Gerard Piqué de Sant Guim de Freixenet | 2010       |      |
| Sidamon                | Penya Blaugrana de Sidamon                             | 2001       |      |
| Solsona                | Penya Barcelonista Solsona i Comarca                   | 1983       |      |
| Soses                  | Penya Barcelonista de Soses                            | 2006       |      |
| Sudanell               | Penya Barcelonista de Sudanell                         | 2000       |      |
| Tàrrega                | Penya Barcelonista Tàrrega                             | 1971       |      |
| Torrebesses            | Penya Barcelonista de Torrebesses                      | 2009       |      |
| Torrefarrera           | Penya Blaugrana de Torrefarrera                        | 2005       |      |
| Torregrossa            | Penya Barcelonista " Som i Serem "                     | 1970       |      |
| Torrelameu             | Penya Barcelonista de Torrelameu                       | 2004       |      |
| Torres de Segre        | Penya Barcelonista Torres de Segre                     | 1990       |      |
| Tremp                  | Penya Barcelonista del Pallars Jussà                   | 1971       |      |
| Vielha e Mijaran       | Penya Barcelonista Vall d'Aran                         | 1984       |      |
| Vilanova de Bellpuig   | Penya Blaugrana Vilanova Bellpuig                      | 1961       |      |
| Vilanova de la Barca   | Penya Blaugrana de Vilanova de la Barca                | 2004       |      |
| Vilanova de Meià       | Penya Barcelonista Vilanova de Meià                    | 1994       |      |
| Xerrallo               | Penya Barcelonista Xerrallo                            | 2011       |      |

### Tarragona
| Localitat                | Nom                                                       | Antiguitat | Foto |
| ------------------------ | --------------------------------------------------------- | ---------- | ---- |
| Alcanar                  | Penya Barcelonista d'Alcanar                              | 1981       |      |
| Aldea                    | Gran Penya Barcelonista de l'Aldea                        | 1992       |      |
| Alforja                  | Penya Blaugrana d'Alforja                                 | 2011       |      |
| Almoster                 | Penya Barcelonista d'Almoster                             | 2011       |      |
| Altafulla                | Penya Barcelonista d'Altafulla                            | 1989       |      |
| Amposta                  | Penya Barcelonista " Joan Gamper "                        | 1959       |      |
| Arnes                    | Penya Barcelonista d'Arnes                                | 1986       |      |
| Banyeres del Penedès     | Penya Blaugrana de Banyeres del Penedès                   | 2003       |      |
| Batea                    | Penya Barcelonista de Batea                               | 1997       |      |
| Bellvei                  | Penya Blaugrana El Casal de Bellvei                       | 2010       |      |
| Calafell                 | Penya Barcelonista de Calafell                            | 1993       |      |
| Camarles                 | Penya Barcelonista Camarles                               | 1989       |      |
| Cambrils                 | Penya Barça Cambrils                                      | 1951       |      |
| Campredó                 | Penya Barcelonista Campredó                               | 2013       |      |
| Castellvell del Camp     | Penya Barcelonista de Castellvell del Camp                | 2010       |      |
| Coma-ruga                | Penya Barcelonista Coma-ruga '95                          | 1995       |      |
| Constantí                | Penya Barcelonista de Constantí                           | 2008       |      |
| Cornudella de Montsant   | Penya Barcelonista de Cornudella de Montsant              | 2001       |      |
| Creixell                 | Penya Barcelonista Creixell                               | 2006       |      |
| Cunit                    | Penya Barcelonista de Cunit                               | 1994       |      |
| Deltebre                 | Gran Penya Barcelonista 20 de Maig                        | 1991       |      |
| Deltebre                 | Penya Barcelonista La Cava-Galatxo                        | 1986       |      |
| El Lligallo del Ganguill | Penya Barcelonista dels LLigallos                         | 2009       |      |
| El Perelló               | Penya Barcelonista Perelló                                | 1983       |      |
| El Pla de Santa Maria    | Penya Barcelonista El Pla de Santa Maria                  | 1991       |      |
| El Vendrell              | Penya Blau-Grana del Vendrell i Baix Penedès              | 1979       |      |
| Els Pallaresos           | Penya Barcelonista Els Pallaresos                         | 2016       |      |
| Gandesa                  | Penya Barcelonista de Gandesa                             | 1992       |      |
| Garcia                   | Penya Barcelonista de Garcia                              | 1997       |      |
| Horta de Sant Joan       | Penya Barcelonista d'Horta de Sant Joan                   | 1992       |      |
| Hospitalet de l'Infant   | Penya Barça Hospitalet de l'Infant                        | 1986       |      |
| Jesús                    | Penya Barcelonista de Jesús                               | 1998       |      |
| La Bisbal Del Penedès    | Penya Blaugrana de la Bisbal del Penedès                  | 2000       |      |
| L'Ametlla de Mar         | Penya Barcelonista L'Ametlla Mar                          | 1985       |      |
| L'Ampolla                | Penya Barcelonista de l'Ampolla                           | 1994       |      |
| La Pobla de Massaluca    | Penya Barcelonista La Pobla de Massaluca                  | 2013       |      |
| L'Arboç                  | Penya Barcelonista "Salvador Sadurni" L'Arboç             | 1993       |      |
| La Torre de l'Espanyol   | Penya Blaugrana "El Tormo" La Torre de l'Espanyol         | 2005       |      |
| La Selva del Camp        | Penya Barcelonista de La Selva del Camp                   | 1997       |      |
| La Sénia                 | Penya Barcelonista La Senia                               | 1984       |      |
| La Serra d'Almos         | Penya Barcelonista La Serra d'Almos                       | 2007       |      |
| La Vilella Baixa         | Penya Blaugrana La Vilella                                | 2010       |      |
| Les Piles                | Penya Blaugrana "Aquest any sí" de Les Piles              | 2007       |      |
| L'Espluga de Francolí    | Penya Barcelonista de l'Espluga de Francoli               | 1996       |      |
| Mas de Barberans         | Penya Barcelonista de Mas de Barberans                    | 1992       |      |
| Masllorenç               | Penya Barcelonista La Pedrera de Masllorenç               | 2010       |      |
| Montblanc                | Penya Barcelonista Montblanc i Conca de Barberà           | 1986       |      |
| Montferri                | Penya Barcelonista Montserrat a Montferri                 | 2004       |      |
| Mont-roig del Camp       | Penya Barcelonista de les Sis Copes de Mont-roig del Camp | 2010       |      |
| Mora d'Ebre              | Penya Blaugrana Mora d'Ebre                               | 1989       |      |
| Mora la Nova             | Penya Barcelonista de Mora la Nova                        | 1995       |      |
| Nulles                   | Penya Blau-Grana de Nulles                                | 2010       |      |
| Paüls                    | Gran Penya Barcelonista de Paüls                          | 1995       |      |
| Pinell de Brai           | Penya Barcelonista del Pinell del Brai                    | 1993       |      |
| Poboleda                 | Penya Barcelonista del Priorat de Poboleda                | 2010       |      |
| Porrera                  | Penya Blaugrana de Porrera                                | 1997       |      |
| Prades                   | Penya Blaugrana Muntanyes de Prades                       | 2010       |      |
| Reus                     | Penya Barcelonista Baix Camp                              | 1981       |      |
| Riudecanyes              | Penya Barcelonista Riudecanyes                            | 2013       |      |
| Riudoms                  | Penya l'Avellana Blaugrana                                | 2005       |      |
| Roda de Berà             | Penya Blaugrana de Roda de Berà                           | 2004       |      |
| Roquetes                 | Penya Barcelonista Mont-Caro                              | 1994       |      |
| Salomó                   | Penya Barcelonista de Salomó                              | 2004       |      |
| Salou                    | Penya Barcelonista Salou                                  | 1997       |      |
| Sant Carles de la Ràpita | Penya Barcelonista "Vicenç Piera "                        | 1985       |      |
| Sant Jaume dels Domenys  | Penya Blaugrana Marc Bartra de Sant Jaume dels Domenys    | 2007       |      |
| Sant Jaume d'Enveja      | Penya Barcelonista Sant Jaume d'Enveja                    | 1993       |      |
| Santa Bàrbara            | Penya Blau-Grana "Planers"                                | 1987       |      |
| Santa Coloma de Queralt  | Penya Blau-Grana Santa Coloma de Queralt                  | 1967       |      |
| Santa Oliva              | Penya Blaugrana de Santa Oliva                            | 2001       |      |
| Sarral                   | Penya Barcelonista de Sarral                              | 1971       |      |
| Segur de Calafell        | Penya Blau-Grana de Segur                                 | 1994       |      |
| Tarragona                | Gran Penya Barcelonista de Tarragona i Provincia          | 1966       |      |
| Tarragona                | Penya Casal Barcelonista de Tarragona                     | 1985       |      |
| Tivenys                  | Penya Barcelonista de Tivenys                             | 1987       |      |
| Torredembarra            | Penya Barcelonista Torredembarra                          | 1983       |      |
| Tortosa                  | Penya Barcelonista de Tortosa                             | 1981       |      |
| Ulldecona                | Penya Barcelonista d'Ulldecona                            | 1982       |      |
| Ulldemolins              | Penya Barcelonista Fontalba d'Ulldemolins                 | 2010       |      |
| Vallmoll                 | Penya Barcelonista de Vallmoll                            | 2009       |      |
| Valls                    | Penya Barça de Valls i l'Alt Camp                         | 1979       |      |
| Vilallonga del Camp      | Penya Barcelonista de Vilallonga del Camp                 | 2005       |      |
| Vila-seca                | Penya Barcelonista de Vila-seca                           | 1993       |      |

## Resta delsPaïsos Catalans

### País Valencià
| Localitat                          | Nom                                                       | Antiguitat | Foto |
| ---------------------------------- | --------------------------------------------------------- | ---------- | ---- |
| Alacant                            | Penya Barcelonista "Alacant Culé"                         | 1999       |      |
| Alacant                            | Peña Barcelonista Albadalejo                              | 2011       |      |
| Alacant.Alcoi                      | Penya Barcelonista Alcoyana                               | 1988       |      |
| Alacant.Altea                      | Penya Barcelonista Altea                                  | 1984       |      |
| Alacant.Asp                        | Peña Barcelonista de Aspe                                 | 1995       |      |
| Alacant.Banyeres de Mariola        | Penya Barcelonista Banyeres de Mariola                    | 2003       |      |
| Alacant.Benejama                   | Penya Barcelonista de Beneixama                           | 2011       |      |
| Alacant.Benijòfar                  | Penya Blaugrana Benejúzar                                 | 1992       |      |
| Alacant.Benidorm                   | Peña Barcelonista de Benidorm                             | 1984       |      |
| Alacant.Benissa                    | Penya Barcelonista de Benissa                             | 1994       |      |
| Alacant.Biar                       | Peña Barcelonista Biar                                    | 1995       |      |
| Alacant.Bigastre                   | Peña Barcelona Bigastrense                                | 1986       |      |
| Alacant.Callosa d'en Sarrià        | Penya Barcelonista Passió Blaugrana                       | 1994       |      |
| Alacant.Callosa de Segura          | Penya Barcelonista Callosa de Segura                      | 1973       |      |
| Alacant.Castalla                   | Penya Barcelonista La Foia                                | 1994       |      |
| Alacant.Cocentaina                 | Peña Barcelonista Contestana                              | 1984       |      |
| Alacant.Crevillent                 | Penya Barcelonista Crevillent                             | 1993       |      |
| Alacant.Daia Nova                  | Peña Barcelonista Daya Nueva                              | 1998       |      |
| Alacant.Dénia                      | Penya Barcelonista Dènia-Marina Alta                      | 1983       |      |
| Alacant.Elda                       | Peña Barcelonista de Elda                                 | 1980       |      |
| Alacant. El Pinós                  | Peña Barcelonista El Pinós                                | 2009       |      |
| Alacant. El Verger                 | Penya Barcelonista El Verger                              | 1993       |      |
| Alacant.Elx                        | Peña Barcelonista Marcial Pina                            | 1996       |      |
| Alacant.Gata de Gorgos             | Penya Barcelonista Gata de Gorgos                         | 1987       |      |
| Alacant.Guadalest                  | Penya Barcelonista Vall de Guadalest                      | 2012       |      |
| Alacant.Guardamar del Segura       | Peña Blaugrana de Guardamar Segura                        | 1982       |      |
| Alacant.Ibi                        | Penya Barcelonista Ibense "Reyes Magos"                   | 2012       |      |
| Alacant.Jesús Pobre                | Penya Barcelonista Jesús Pobre                            | 2000       |      |
| Alacant. La Vila Joiosa            | Peña Barceloista La Vila Joiosa                           | 1996       |      |
| Alacant.Montfort                   | Peña Barcelonista de Monforte del Cid                     | 2005       |      |
| Alacant.Monòver                    | Penya Blaugrana Monòver                                   | 2000       |      |
| Alacant.Muro d'Alcoi               | Penya Barcelonista de Muro                                | 1998       |      |
| Alacant.Novelda                    | Penya Barcelonista de Novelda                             | 1986       |      |
| Alacant.Ondara                     | Penya Barcelonista d'Ondara                               | 1992       |      |
| Alacant.Onil                       | Penya Barcelonista Colivenca                              | 2011       |      |
| Alacant.Orba                       | Penya Barcelonista d'Orba                                 | 2015       |      |
| Alacant.Oriola                     | Peña Barcelonista Orihuela                                | 2009       |      |
| Alacant.Oriola                     | Peña Blaugrana Muradeña                                   | 2007       |      |
| Alacant.Pedreguer                  | Penya Barcelonista Pedreguer                              | 1992       |      |
| Alacant.Petrer                     | Penya Barcelonista de Petrer                              | 1999       |      |
| Alacant.Pilar de la Foradada       | Penya Barcelonista Horadada                               | 1993       |      |
| Alacant.Redovà                     | Peña Blaugrana edovan                                     | 2009       |      |
| Alacant.Rojals                     | Peña Barcelonista de Rojales                              | 2000       |      |
| Alacant.San Bartolomé              | Peña Azulgrana San Bartolomé                              | 1994       |      |
| Alacant.Sant Fulgenci              | Peña Blaugrana de San Fuilgencio                          | 2008       |      |
| Alacant.Sant Isidre                | Peña Azulgrana San Isidro                                 | 2010       |      |
| Alacant.Sant Joan d'Alacant        | Penya Barcelonista de Sant Joan                           | 1994       |      |
| Alacant.Sant Miquel de Salines     | Peña Barcelonista San Miguel de Salinas                   | 1997       |      |
| Alacant.Sant Vicent del Raspeig    | Peña Barcelonista San Vicente del Raspeig                 | 1988       |      |
| Alacant.Santa Pola                 | Peña Barcelonista Santa Pola                              | 1980       |      |
| Alacant.Teulada                    | Penya Blaugrana Teulada                                   | 1992       |      |
| Alacant.Torrevella                 | Peña Barça Torrevieja                                     | 1968       |      |
| Alacant.Villena                    | Peña Barcelonista de Villena                              | 1985       |      |
| Alacant.Xàbia                      | Penya Barcelonista Xàbia                                  | 1974       |      |
| Castelló                           | Penya Barcelonista "Vora Séquia"                          | 2003       |      |
| Castelló                           | Penya Esportiva Barça Castelló                            | 1963       |      |
| Castelló.Albocàsser                | Penya Barcelonista d'Albocàsser                           | 2009       |      |
| Castelló.Alcalà de Xivert          | Penya Barcelonista Alcalà-Alcossebre                      | 2012       |      |
| Castelló.Almenara                  | Penya Barcelonista d'Almenara                             | 2008       |      |
| Castelló.Altura                    | Gran Peña Barcelonista de Altura                          | 1993       |      |
| Castelló.Artana                    | Penya Barcelonista d'Artana                               | 1998       |      |
| Castelló.Benassal                  | Penya Barcelonista Benassal Al Vent                       | 2005       |      |
| Castelló.Benicarló                 | Penya Barcelonista Benicarló                              | 1988       |      |
| Castelló.Benicàssim                | Penya Barcelonista Benicàssim                             | 1996       |      |
| Castelló.Benlloc                   | Penya Barcelonista de Benlloch                            | 2008       |      |
| Castelló.Betxí                     | Penya Barcelonista de Betxí                               | 1982       |      |
| Castelló.Borriana                  | Penya Barcelonista El Templat                             | 2004       |      |
| Castelló.Cabanes                   | Penya Barcelonista de Cabanes                             | 2002       |      |
| Castelló.Canet lo Roig             | Peña Barcelonista Canet lo Roig                           | 1992       |      |
| Castelló.Catí                      | Penya Barcelonista ed Catí                                | 1991       |      |
| Castelló.Fanzara                   | Penya Barcelonista de Fanzara Triplet 2009                | 2009       |      |
| Castelló.L'Alcora                  | Penya Esportiva Barça de l'Alcora                         | 1984       |      |
| Castelló. La Jana                  | Penya Barcelonista La Jana                                | 1994       |      |
| Castelló. Les Alqueries            | Penya Barcelonista de Les Alqueries                       | 2003       |      |
| Castelló.Montant                   | Penya Blaugrana de Montán                                 | 2013       |      |
| Castelló.Morella                   | Penya Barcelonista Els Ports                              | 1993       |      |
| Castelló.Nules                     | Penya Barcelonista de Nules                               | 1991       |      |
| Castelló.Onda                      | Associació Cultural i Esportiva Penya Barcelonista d'Onda | 1966       |      |
| Castelló.Orpesa                    | Penya Barça Oropesa del Mar                               | 1985       |      |
| Castelló.Peníscola                 | Penya Barcelonista Ciutat de Peñiscola                    | 1986       |      |
| Castelló.Ribesalbes                | Peña Barcelonista Ribesalbes                              | 1994       |      |
| Castelló.Sant Jordi                | Penya Blaugrana Sant Jordi                                | 2014       |      |
| Castelló.Sant Mateu                | Penya Barcelonista San Mateo                              | 1983       |      |
| Castelló.Sogorb                    | Peña Barcelonista de Segorbe                              | 1962       |      |
| Castelló.Suera                     | Penya Barcelonista de Sueras                              | 1994       |      |
| Castelló.Torreblanca               | Peña Barcelonista Torreblanca                             | 1982       |      |
| Castelló.Traiguera                 | Penya Barça de Traiguera                                  | 1994       |      |
| Castelló.Vall d'Uixó               | Penya Barça La Vall d'Uixó                                | 1990       |      |
| Castelló.Vilafranca                | Penya Barcelonista Vilafranca del Cid                     | 2005       |      |
| Castelló.Vila-Real                 | Penya Barcelonista Vila-Real                              | 1986       |      |
| Castelló.Vilavella                 | Penya Barcelonista La Vilavella                           | 1998       |      |
| Castelló.Vinaròs                   | Penya Barça Vinaròs                                       | 1979       |      |
| Castelló.Vinaròs                   | Penya Barcelonista Addictes al Barça de Vinaròs           | 2013       |      |
| València                           | Penya Barcelonista Cabanyal-Ciutat Jardí                  | 1996       |      |
| València                           | Penya Barcelonista de València                            | 2003       |      |
| València                           | Penya Barcelonista "Gent Blaugrana" del Perelló           | 2003       |      |
| València                           | Penya Barcelonista "San Marcelino"                        | 1997       |      |
| Valencia.Ademús                    | Peña Barcelonista Rincón de Ademuz                        | 2009       |      |
| València.Aiora                     | Peña Barcelonista Ayora                                   | 1992       |      |
| València.Albalat de la Ribera      | Penya Barcelonista d'Albalat de la Ribera                 | 2007       |      |
| València.Alberic                   | Penya Barcelonista d'Alberic                              | 1996       |      |
| València.Alcàsser                  | Penya Blaugrana d'Alcàsser "l'Horta Sud"                  | 1994       |      |
| València.Alfara del Patriarca      | Penya Barça d'Alfara del Patriarca                        | 2001       |      |
| València.Alfarb                    | Penya Barcelonista El Paler                               | 2007       |      |
| València.Alginet                   | Penya Barcelonista d'Alginet                              | 1991       |      |
| València.Almoines                  | Penya Barcelonista Almoines                               | 2009       |      |
| València.Almussafes                | Penya Barcelonista d'Almussafes                           | 2005       |      |
| València.Alzira                    | Penya Barcelonista d'Alzira i Comarca                     | 1988       |      |
| València.Anna                      | Peña Barcelonista La Canal                                | 2002       |      |
| València.Antella                   | Penya Barcelonista Antella                                | 1997       |      |
| València.Benigànim                 | Penya Barcelonista de Benigànim                           | 2001       |      |
| València.Benissanó                 | Penya Barcelonista "Camp de Túria"                        | 1992       |      |
| València.Bocairent                 | Penya Barcelonista Bocairent                              | 2010       |      |
| València.Burjassot                 | Peña Barcelonista de Burjassot                            | 1993       |      |
| València.Canals                    | Penya Barcelonista La Costera                             | 1994       |      |
| València.Carlet                    | Penya Barcelonista Carlet                                 | 2003       |      |
| València.Catarroja                 | Penya Barcelonista Catarroja                              | 2011       |      |
| València.Chella                    | Peña Blaugrana Chella                                     | 2006       |      |
| València.Enguera                   | Penya Barcelonista Enguera                                | 2004       |      |
| València.Gandia                    | Penya Barcelonista "La Safor"                             | 1988       |      |
| València. La Font de la Figuera    | Penya Barcelonista de La Font de la Figuera               | 1996       |      |
| València. La Pobla del Duc         | Penya Barcelonista "Pep Guardiola" La Pobla del Duc       | 2001       |      |
| València. La Pobla Llarga          | Penya Barcelonista Ribera Alta                            | 1995       |      |
| València.Llíria                    | Penya Barcelonista Llíria                                 | 2004       |      |
| València.Llutxent                  | Penya Barcelonista Llutxent al Vent                       | 2010       |      |
| València.L'Olleria                 | Penya Blaugrana de l'Olleria                              | 1994       |      |
| València.Mareny de les Barraquetes | Penya Barcelonista El Mareny                              | 2010       |      |
| València.Massamagrell              | Peña Barcelonista "Les Coves"                             | 1998       |      |
| València.Massanassa                | Penya Barcelonista Massanassa                             | 1993       |      |
| València.Moixent                   | Penya Barcelonista "El Guerrer"                           | 1999       |      |
| València.Montaverner               | Penya Barcelonista de Montaverner                         | 2002       |      |
| València.Ontinyent                 | Penya Barcelonista d'Ontinyent                            | 2003       |      |
| València.Port de Sagunt            | Penya Barcelonista Camp de Morvedre                       | 1992       |      |
| València.Real de Montroi           | Penya Blaugrana Rahal                                     | 2001       |      |
| València.Sueca                     | Penya Barcelonista Ribera Baixa                           | 1974       |      |
| València.Tavernes de la Valldigna  | Penya Vallbarça                                           | 2002       |      |
| València.Toixa                     | Peña Barcelonista "La Serrania"                           | 2000       |      |
| València.Utiel                     | Peña Barcelonista Utielana Angel Mur                      | 1990       |      |
| València.Xàtiva                    | Penya Barcelonista de Xàtiva                              | 1993       |      |
| València.Xeraco                    | Penya Barcelonista Sang Culé de Xeraco                    | 2014       |      |

### Illes Balears
| Localitat                           | Nom                                     | Antiguitat | Foto |
| ----------------------------------- | --------------------------------------- | ---------- | ---- |
| Eivissa.Santa Eulària des Riu       | Peña Blaugrana Santa Eularia des Riu    | 1992       |      |
| Formentera.Sant Ferran              | Peña Barcelonista de Formentera         | 1986       |      |
| Mallorca.Andratx                    | Penya Barcelonista d'Andratx            | 1999       |      |
| Mallorca.Binissalem                 | Penya Barcelonista Binissalem           | 1993       |      |
| Mallorca.Cala Ratjada               | Penya Barcelonista Estel Blaugrana      | 1991       |      |
| Mallorca.Can Picafort               | Penya Barcelonista de Ca'n Picafort     | 2005       |      |
| Mallorca.Felanitx                   | Penya Barcelonista "Els Tamarells"      | 2003       |      |
| Mallorca.Inca                       | Penya Barcelonista d'Inca               | 1983       |      |
| Mallorca.Llubí                      | Penya Blaugrana de Llubí                | 1992       |      |
| Mallorca.Lluc                       | Penya Blaugrana d'Alcúdia               | 1994       |      |
| Mallorca.Manacor                    | Penya Blaugrana de Manacor              | 1995       |      |
| Mallorca.Maria de la salut          | Penya Barcelonista Maria de la Salut    | 1991       |      |
| Mallorca.Muro                       | Gran Penya Barcelonista Muro            | 1984       |      |
| Mallorca.Palma                      | Penya Blaugrana Sa Indioteria           | 2002       |      |
| Mallorca.Peguera                    | Peña Barcelonista de Peguera            | 2006       |      |
| Mallorca.Pollença                   | Penya Blaugrana Pollença                | 1994       |      |
| Mallorca.Porreres                   | Penya Barcelonista de Porreres          | 1984       |      |
| Mallorca.Portocristo                | Penya Barcelonista Miguel Àngel Nadal   | 1991       |      |
| Mallorca.Pòrtol                     | Penya Barcelonista de Pòrtol            | 1997       |      |
| Mallorca.Sa Pobla                   | Penya Barcelonista sa Pobla             | 1983       |      |
| Mallorca.Sant Llorenç des Cardassar | Penya Barcelonista de Llevant           | 1986       |      |
| Mallorca.Santa Margalida            | Penya Barcelonista Santa Margalida      | 1989       |      |
| Mallorca.S'Arenal                   | Penya Barcelonista s'Arenal             | 1996       |      |
| Mallorca.Sineu                      | Penya Barcelonista de Sineu             | 2012       |      |
| Mallorca.Sóller                     | Penya Barcelonista de Sóller            | 1985       |      |
| Mallorca.Vilafranca de Bonany       | Penya Barcelonista Vilafranca de Bonany | 1993       |      |
| Menorca.Ciutadella                  | Penya Barcelonista de Ciutadella        | 1983       |      |
| Menorca.Es Castell                  | Penya Barça Es Castell                  | 1999       |      |
| Menorca.Ferreries                   | Penya Barcelonista de Ferreries         | 2011       |      |
| Menorca.Maó                         | Penya Barcelonista de Menorca           | 1981       |      |

### Catalunya Nord
| Perpinyà              | Penya Barcelonista Perpinyà          | 1985 |   |
| Perpinyà              | Penya del Roselló                    | 2000 |   |
| Prada                 | Penya Blaugrana del Conflent         | 2012 |   |
| Prats de Molló        | Penya Barcelonista de Prats de Molló | 2007 | - |
| Canet de Rosselló     | Penya Blaugrana del Roselló          | 1996 |   |
| Banyuls de la Marenda | Penya Barça Banyuls de la Marenda    | 1993 |   |
| Cabestany             | Penya Barça Cabestany                |      |   |
| Prada de conflent     | Penya Blaugrana del conflent         | 2012 |   |
| Prats de Molló        | Penya Barcelonista de Prats de Molló | 2007 |   |

### Franja de Ponent
| Mequinensa         | Penya Barcelonista "La Franja" de Mequinensa | 1998 |  |
| Tamarit de Llitera | Penya Barcelonista de Tamarit i Comarca      | 1999 |  |
| Saidí              | Penya Barcelonista de Saidí                  | 1998 |  |
| Benavarri          | Penya Barcelonista de Benavarri i Comarca    | 2015 |  |
| Vall-de-roures     | Penya Blaugrana de Valderrobres              | 1997 |  |
| Faió               | Penya Blaugrana de Faió                      | 2010 |  |

## Resta de l'Estat espanyol

### Andalusia
| Localitat                        | Nom                                                           | Antiguitat | Foto |
| -------------------------------- | ------------------------------------------------------------- | ---------- | ---- |
| Almeria.Adra                     | Peña Barcelonista Adra "Migueli"                              | 1992       |      |
| Almeria.Aguadulce                | Peña Barcelonista Roquetas Mar                                | 1987       |      |
| Almeria.Benahadux                | Peña Barcelonista Ben-Hadus                                   | 2000       |      |
| Almeria.Berja                    | Peña Barcelonista de Berja                                    | 1982       |      |
| Almeria.Cantoria                 | Peña Barcelonista de Cantoria                                 | 2004       |      |
| Almeria.Dalias                   | Peña Barcelonista de Dalias                                   | 1991       |      |
| Almeria. El Ejido                | Peña Barcelonista El Ejido                                    | 1992       |      |
| Almeria.Fiñana                   | Peña Azulgrana Sierra Nevada                                  | 2006       |      |
| Almeria.Garrucha                 | Peña Barcelonista de Garrucha                                 | 2002       |      |
| Almeria.Instinción               | Peña Barcelonista Alpujarreña                                 | 1999       |      |
| Almeria.Macael                   | Peña Barcelonista Las Canteras                                | 1992       |      |
| Almeria.Macael                   | Peña Barcelonista Tapia                                       | 1995       |      |
| Almeria.Pulpí                    | Peña Barcelonista de Pulpí                                    | 2003       |      |
| Almeria.Purchena                 | Peña Barcelonista "Las 4 del Centenario"                      | 1999       |      |
| Almeria.Santa María del Águila   | Peña Barcelonista Santa María del Águila                      | 2005       |      |
| Almeria.Tabernas                 | Peña Barcelonista Ivan de la Peñá de Tabernas                 | 1996       |      |
| Almeria.Viator                   | Peña Barcelonista Líder                                       | 1989       |      |
| Cádiz.Chiclana de la Frontera    | Peña Barcelonista de Chiclana de la Frontera                  | 2006       |      |
| Cádiz.Espera                     | Peña Barcelonista de Espera                                   | 2004       |      |
| Cádiz.Jerez de la Frontera       | Gran Peña Barcelonista Jerezana                               | 1980       |      |
| Cádiz. La Línea de la Concepción | Peña Barcelonista Linense-Migueli                             | 1989       |      |
| Cádiz.Rota                       | Peña Barcelonista de Rota "El Centenario"                     | 2000       |      |
| Cádiz.San Fernando               | Peña Las salinas F.C. Barcelona                               | 1991       |      |
| Cádiz.Ubrique                    | Peña Barcelonista de Ubrique "Migueli"                        | 1991       |      |
| Cádiz.Zahara de los Atunes       | Peña Barcelonista "El Lolo" de Zahara de los Atunes           |            |      |
| Cordoba                          | Peña Barcelonista de Cordoba                                  | 2013       |      |
| Cordoba.Adamuz                   | Peña F.C. Barcelona Cules de Adamuz                           | 1992       |      |
| Cordoba.Albendin                 | Peña Barcelonista Pansiverde                                  | 2009       |      |
| Cordoba.Alcaracejos              | Peña Barcelonista de Alcaracejos Alcazulgrana                 | 1996       |      |
| Cordoba.Cabra                    | Peña Barcelonista Egabrense "Rafael Bonilla"                  | 2001       |      |
| Cordoba.Cañete de las Torres     | Peña Barcelonista Los Cañeteros                               | 1994       |      |
| Cordoba.Castro del Rio           | Peña Barcelonista Castreña                                    | 1979       |      |
| Cordoba.Dos Torres               | Peña Barcelonista Dos Torres                                  | 2010       |      |
| Cordoba.Espiel                   | Asociación Barcelonista "Rey de Copas" Espiel                 | 2000       |      |
| Cordoba.Fuente Obejuna           | Peña Barcelonista "Todos A Una"                               | 1999       |      |
| Cordoba.Fuente Palmera           | Peña Barcelonista de la Colonia de Fuente Palmera             | 2007       |      |
| Cordoba.Hinojosa del Duque       | Peña Barcelonista -El Condesito-                              | 1993       |      |
| Cordoba. La Carlota              | Peña Barcelonista Championdetó 2009                           | 2010       |      |
| Cordoba.Los Llanos de Don Juan   | Peña Barcelonista Los Llaneros                                | 1997       |      |
| Cordoba.Montilla                 | Asociación Cultural Peña Barcelonista Montillana              | 1981       |      |
| Cordoba.Monturque                | Peña Monturque F.C Barcelona                                  | 2010       |      |
| Cordoba.Moriles                  | Peña Barcelonista de Moriles                                  | 2006       |      |
| Cordoba.Nueva Carteya            | Peña Barcelonista de Nueva Carteya "Vicente Alcala Viceo"     | 2001       |      |
| Cordoba.Pedroche                 | Peña Barcelonista de Pedroche                                 | 2013       |      |
| Cordoba.Posadas                  | Peña Barcelonista Malena                                      | 1998       |      |
| Cordoba.Rute                     | Peña Barcelonista de Rute                                     | 1991       |      |
| Cordoba.Santa Cruz               | Peña F.C. Barcelona "La Campiña"                              | 1999       |      |
| Cordoba.Villa del Rio            | Peña Barcelonista Villa del Rio                               | 1983       |      |
| Cordoba.Villafranca de Cordoba   | Peña Barcelonista Villafranca de Cordoba                      | 1983       |      |
| Cordoba.Villanueva de Cordoba    | Peña Barcelonista Villanueva Cordoba "Pata Negra"             | 1991       |      |
| Cordoba.Villaviciosa de Cordoba  | Peña Barcelonista "Centenario" de Villaviciosa                | 1998       |      |
| Granada                          | Peña Barcelonista Azulgrana Venim del Sud                     | 2015       |      |
| Granada.Albolote                 | Peña Barcelonista de Albolote                                 | 1989       |      |
| Granada.Alfacar                  | Peña Barcelonista de Alfacar                                  | 1993       |      |
| Granada.Algarinejo               | Peña Barcelonista "Nicolau Casaus" de Algarinejo              | 2002       |      |
| Granada.Atarfe                   | Peña Barcelonista de Atarfe                                   | 1991       |      |
| Granada.Baza                     | Peña Barcelonista "El Triplete" de Baza                       | 2010       |      |
| Granada.Benalúa de las Villas    | Peña F.C. Barcelona Benalúa de las Villas                     | 2002       |      |
| Granada.Chauchina                | Penya Barcelonista de Chauchina Boixos-Sur                    |            |      |
| Granada.Churriana de la Vega     | Peña Barcelonista "Amigos del 97"                             | 1997       |      |
| Granada.Cúllar                   | Peña Barcelonista Cúllar                                      | 2011       |      |
| Granada.Fuente Vaqueros          | Peña Barcelonista de Fuente Vaqueros Blau-Grana Sur           |            |      |
| Granada.Guadahortuna             | Peña Barcelonista "Guadahortuna 2002"                         | 2003       |      |
| Granada.Güéjar Sierra            | Peña Barcelonistta Güéjar Sierra                              | 2010       |      |
| Granada.Güevéjar                 | Peña Barcelonista de Güevéjar Wembley 92                      | 1993       |      |
| Granada.Huéscar                  | Peña Barcelonista Comarca de Huéscar                          | 2014       |      |
| Granada.Huétor Santillán         | Peña Barcelonista Huétor Santillán                            | 2008       |      |
| Granada.Huétor-Tajar             | Peña Barcelonista "Los Culés" de Huétor-Tajar                 | 2001       |      |
| Granada.Íllora                   | Peña Azulgrana 1961 de Íllora                                 | 1961       |      |
| Granada.Iznalloz                 | Peña Barcelonista "Azul-Grana"                                | 1997       |      |
| Granada.Jun                      | Peña Barcelonista de Jun                                      | 1998       |      |
| Granada.Las Gabias               | Peña Barcelonista Las Gabias                                  | 1989       |      |
| Granada. La Zubia                | Peña Barcelonista de La Zubia "Carlos Rexach"                 | 1995       |      |
| Granada.Loja                     | Peña Barcelonista Lojeña "El Chapi"                           | 1994       |      |
| Granada.Maracena                 | Peña Barcelonista de Maracena                                 | 1989       |      |
| Granada.Montefrío                | Peña Barcelonista Montefrío-Gamper                            | 1993       |      |
| Granada.Motril                   | Peña Azul-Grana de Motril                                     | 1984       |      |
| Granada.Órgiva                   | Peña Barcelonista Alpujarra de Órgiva                         | 2006       |      |
| Granada.Pinos Puente             | Peña del F.C. Barcelona Pinos Puente                          | 1985       |      |
| Granada.Puerto Lope              | Peña Barcelonista de Puerto Lope                              | 2007       |      |
| Granada.Santa Fe                 | Peña Barcelonista "Capitulaciones"                            | 1992       |      |
| Granada.Torrenueva               | Blaugranal'Avi                                                | 2004       |      |
| Granada.Ugíjar                   | Peña Alpuazulgrana                                            | 2004       |      |
| Granada.Valderubio               | Peña Barcelonista "El Pitirrín"                               | 2006       |      |
| Granada.Vegas del Genil          | Peña Barcelonista de Vegas del Genil                          | 2005       |      |
| Granada.Vélez de Benaudalla      | Peña del Pestiño Azulgrana                                    | 2002       |      |
| Granada.Villanueva Mesía         | Peña Barcelonista Villanueva Mesía                            | 2003       |      |
| Granada.Zujaira                  | Peña Barcelonista La Unión Zujaira                            | 1993       |      |
| Huelva                           | Peña Barcelonista "Joan Gamper" de Huelva                     | 1990       |      |
| Huelva.Aljaraque                 | Peña Barcelonista de Aljaraque Nicolau Casaus                 | 1994       |      |
| Huelva.Almonte                   | Peña Barcelonista "20 de Mayo" de Almonte                     |            |      |
| Huelva.Beas                      | Peña Barcelonista"El Lobo"                                    | 1991       |      |
| Huelva.Bollullos Par del Condado | Peña Barcelonista "Carles Puyol" de Bollullos Par del Condado | 2008       |      |
| Huelva.Bonares                   | Peña Barcelonista Bonares "Carlos Rexach"                     | 1992       |      |
| Huelva. El Campillo              | Peña Barcelonista Camp-Barça El Campillo-Huelva               | 2008       |      |
| Huelva.Hinojos                   | Peña Barcelonista "Chapi Ferrer" de Hinojos                   | 1999       |      |
| Huelva.Minas de Riotinto         | Peña Barcelonista "Cuna del Fútbol"                           | 1999       |      |
| Huelva.Moguer                    | Peña Barcelonista "La Masia" de Moguer                        | 1997       |      |
| Huelva.Nerva                     | Peña Barcelonista "Mi-Nerva"                                  | 1999       |      |
| Huelva.Palos de la Frontera      | Peña Barcelonista San Jorge de Palos                          | 1981       |      |
| Huelva.Valverde del Camino       | Peña Barcelonista Valverdeña                                  | 2001       |      |
| Huelva.Zalamea la Real           | Peña Barcelolnista 92 Zalamea                                 | 1993       |      |
| Jaén                             | Gran Peñya Barcelonista de Jaén                               | 1981       |      |
| Jaén.Alcalá la Real              | Peña Barcelonista de Alcalá la Real                           | 1982       |      |
| Jaén.Alcaudete                   | Peña Barcelonista de Alcaudete "EL Olivo"                     | 2001       |      |
| Jaén.Andújar                     | Peña Deportiva Barça de Andújar                               | 1972       |      |
| Jaén.Arjona                      | Peña del Barça "Alhamar"                                      | 1999       |      |
| Jaén.Arjonilla                   | Peña Barcelonista de Arjonilla "El Centenario"                | 1999       |      |
| Jaén.Arquillos                   | Peña Asociación de Fútbol Azulgrana                           | 2009       |      |
| Jaén.Baeza                       | Peña Barcelonista de Baeza                                    | 1991       |      |
| Jaén.Bailén                      | Peña Barcelonista de Bailén                                   | 1986       |      |
| Jaén.Begíjar                     | Peña Barcelonista "Josep Guardiola"                           |            |      |
| Jaén.Campillo de Arenas          | Peña Barcelonista Campillo de Arenas                          | 2005       |      |
| Jaén.Canena                      | Peña Barcelonista de Canena                                   | 2010       |      |
| Jaén.Carchelejo                  | Peña Azulgrana Los Carcheles                                  | 2010       |      |
| Jaén.Castellar                   | Peña Barcelonista "El Mingo"                                  | 1997       |      |
| Jaén.Castillo de Locubín         | Peña Barcelonista Castillera Barça 2000                       | 1997       |      |
| Jaén.Escañuela                   | Peña Barcelonista "La Vincula"                                | 1996       |      |
| Jaén.Espeluy                     | Peña Azulgrana Amigos del Tren                                | 2012       |      |
| Jaén.Ibros                       | Peña Barcelonista "El Esférico"                               | 1996       |      |
| Jaén. La Cabra del Santo Cristo  | Peña Barcelonista Cabra 2004                                  | 2005       |      |
| Jaén. La Carolina                | Peña Blaugrana Paraiso Interior                               | 2005       |      |
| Jaén. La Carolina                | Peña Deportiva FC Barcelona La Carolina                       | 1962       |      |
| Jaén.Linares                     | Peña Barcelonista Linares                                     | 1983       |      |
| Jaén.Linares                     | Peña FC Barcelona "El Centenario" de Linares                  | 2001       |      |
| Jaén.Lopera                      | Peña Barcelonista Castillo de Lopera                          | 1994       |      |
| Jaén.Los Villares                | Peña Barcelonista "Periche" de Los Villares                   | 2000       |      |
| Jaén.Mancha Real                 | Peña Barcelonista Villa de Mancha Real                        | 1995       |      |
| Jaén.Marmolejo                   | Peña Barcelonista El Manantial                                | 1992       |      |
| Jaén.Martos                      | Peña Barcelonista de Martos "El Llanete"                      | 1990       |      |
| Jaén.Mengíbar                    | Peña El Barça de Mengíbar                                     | 1961       |      |
| Jaén.Navas de San Juan           | Peña Barcelonista "El Centenario"                             | 2000       |      |
| Jaén.Porcuna                     | Peña Barcelonista de Porcuna-Neila-                           |            |      |
| Jaén.Puente de Génave            | Peña Barcelonista Guadalimar de Puente Génave                 | 2008       |      |
| Jaén.Rus                         | Peña Azulgrana Rus 98                                         | 1999       |      |
| Jaén.Sabiote                     | Peña Barcelonista de Sabiote                                  | 2000       |      |
| Jaén.Santiago de Calatrava       | Peña Barcelonista Santiago de Calatrava                       | 2013       |      |
| Jaén.Soriguela de Guadalimar     | Peña Deportiva Barcelonista Zeppelín                          | 2008       |      |
| Jaén.Torredonjimeno              | Peña Barcelonista "Tosiria"                                   | 2006       |      |
| Jaén.Torreperoguil               | Peña Barcelonista Jose Mari Baquero de Torreperoguil          |            |      |
| Jaén.Úbeda                       | Peña Deportiva F.C Barcelona de Úbeda                         | 1985       |      |
| Jaén.Vilches                     | Peña Barcelonista Vilches "Virgen del Castillo"               | 1996       |      |
| Jaén.Villacarrillo               | Peña Deportiva F.C. Barcelona Villacarrillo                   | 1989       |      |
| Jaén.Villanueva de la Reina      | Peña Barcelonista J.M. Baquero                                | 1995       |      |
| Jaén.Villanueva del Arzobispo    | Peña Barcelonista "La Moraleda"                               | 1993       |      |
| Málaga.Alahurín de la Torre      | Peña Barcelonista de Alhaurín de la Torre                     | 1995       |      |
| Málaga.Alameda                   | Peña Barcelonista de Alameda                                  | 1989       |      |
| Málaga.Almogía                   | Peña Barcelonista de Almogia                                  | 2007       |      |
| Málaga.Antequera                 | Peña Barcelonista de los Enamorados del Barça                 | 1996       |      |
| Málaga.Benamargosa               | Peña Barcelonista de Benamargosa "Jose Antonio Infante"       | 2011       |      |
| Málaga.Campillos                 | Peña Barcelonista Campillos                                   | 1999       |      |
| Málaga.Casabermeja               | Peña Barcelonista de Casabermeja                              | 1996       |      |
| Málaga. El Palo                  | Peña Barcelonista El Palo                                     | 1998       |      |
| Málaga.Estepona                  | Peña Barcelonista de Estepona                                 | 1996       |      |
| Málaga.Frigiliana                | Peña Barcelonista Villa de Frigiliana                         | 2007       |      |
| Málaga.Humilladero               | Peña Barcelonista de Humilladero                              | 2005       |      |
| Málaga.Mijas                     | Peña Barcelonista de Mijas                                    | 2006       |      |
| Málaga.Mijas Costa               | Penya Blaugrana de Calahonda                                  | 2013       |      |
| Málaga.Nerja                     | Peña Barcelonista Nerjeña                                     | 2013       |      |
| Málaga.Vélez-Málaga              | Peña Blaugrana de la Axarquía                                 | 1994       |      |
| Málaga.Villanueva de Algaidas    | Peña Barcelonista de Algaidas                                 |            |      |
| Sevilla.Almadén de la Plata      | Peña Barcelonista PSV Almadén de la Plata                     | 2013       |      |
| Sevilla.Casariche                | Peña Barcelonista de Casariche                                | 2007       |      |
| Sevilla. El Rubio                | Peña Cultural Barcelonista "Paco Clos" de El Rubio            | 2005       |      |
| Sevilla.Morón de la Frontera     | Peña Barcelonista El Gallo de Morón                           | 1996       |      |

### Aragó
| Localitat                           | Nom                                                     | Antiguitat | Foto |
| ----------------------------------- | ------------------------------------------------------- | ---------- | ---- |
| Huesca                              | Peña Barcelonista Osca                                  | 2009       |      |
| Huesca.Altorrincón                  | Peña Barcelonista e Altorrincón                         | 2010       |      |
| Huesca.Binéfar                      | Peña Barcelonista Binéfar y Comarca                     | 1992       |      |
| Huesca.Castejón de Sobrarbe         | Penya Barcelonista Castejón de Sobrarbe                 | 2010       |      |
| Huesca.Fraga                        | Peña Barcelonista Fraga i Comarca Jaume Pallares        | 1974       |      |
| Huesca.Jaca                         | Peña Barcelonista de Jaca                               | 1997       |      |
| Huesca.Lalueza                      | Peña Blaugrana Flumen Monegros                          | 2009       |      |
| Huesca.Monzón                       | Peña Barcelonista Comarcal                              | 1982       |      |
| Huesca.Pomar de Cinca               | Peña Barcelonista de Pomar de Cinca                     | 2008       |      |
| Huesca.Sabiñánigo                   | Peña Barcelonista de Sabiñánigo "2 de Mayo"             | 2009       |      |
| Huesca.Sariñena                     | Peña Barcelonista de Sariñena                           | 2004       |      |
| Huesca.Tamarite de Litera           | Peña Barcelonista de Tamarite y Comarca                 | 1998       |      |
| Huesca.Zaidín                       | Penya Barcelonista de Saidí                             | 1998       |      |
| Teruel                              | Peña "Teruel Azulgrana"                                 | 2000       |      |
| Teruel.Alcañiz                      | Peña Barcelonista de Alcañiz                            | 1993       |      |
| Teruel.Alcorisa                     | Peña Barcelonista Alcorisa                              | 1995       |      |
| Teruel.Andorra                      | Peña Barcelonista de Andorra                            | 1991       |      |
| Teruel.Bronchales                   | Peña Barcelonista Bronchales                            | 2013       |      |
| Teruel.Calaceite                    | Peña Barcelonista de Calaceite                          | 2008       |      |
| Teruel.Calanda                      | Peña Barcelonista de Calanda                            | 2004       |      |
| Teruel.Cella                        | Peña Barcelonista Cella                                 | 2010       |      |
| Teruel.Escucha                      | Peña Barcelonista de Escucha                            | 2007       |      |
| Teruel.Loscos                       | Penya Blaugrana de Loscos                               | 2010       |      |
| Teruel.Mas de las Matas             | Peña Barcelonista "Manolo Oliveros" de Mas de las Matas | 2010       |      |
| Teruel.Queretes-Cretas              | Penya Barcelonista de Queretes-Cretas                   | 1997       |      |
| Teruel.Santa Eulalia del Campo      | Antillón Blau-Grana                                     | 1996       |      |
| Teruel.Valderrobres                 | Peña Blaugrana de Valderrobres                          | 1997       |      |
| Zaragoza                            | Peña Barcelonista de Zaragoza                           | 1988       |      |
| Zaragoza                            | Peña Barcelonista Pasión Culé de Zaragoza               | 2012       |      |
| Zaragoza                            | Penya Força Blaugrana Zaragoza                          | 1990       |      |
| Zaragoza.Alfamén                    | Peña Barcelonista Alfamén                               | 2015       |      |
| Zaragoza.Caspe                      | Peña Barcelonista de Caspe                              | 2005       |      |
| Zaragoza.Ejea de los Caballeros     | Peña Barcelonista Ejea de los Caballeros                | 1992       |      |
| Zaragoza. El Burgo de Ebro          | Peña Barcelonista "La Pista"                            | 1999       |      |
| Zaragoza.Fayón                      | Penya Blaugrana de Faió                                 | 2010       |      |
| Zaragoza. La Almúnia de Doña Godina | Peña barcelonista La Almúnia                            | 2009       |      |
| Zaragoza.Maella                     | Peña Barcelonista Maella                                | 1992       |      |
| Zaragoza.Mequinenza                 | Peña Barcelonista "La Franja" Mequinenza                | 1998       |      |
| Zaragoza.Tarazona                   | Peña Barcelonista Tarazona                              | 1994       |      |
| Zaragoza.Tauste                     | Peña Barcelonista de Tauste                             | 2012       |      |

### Astúries
| Localitat            | Nom                                            | Antiguitat | Foto |
| -------------------- | ---------------------------------------------- | ---------- | ---- |
| A Veiga              | Azulgranas "Astur-Galaicos" Doce Puentes       | 2004       |      |
| Avilés               | Peña Barcelonista de Avilés                    | 1960       |      |
| Avilés               | Peña Barcelonista "Xente Cule"                 | 2005       |      |
| Cangas de Narcea     | Peña Barcelonista El candil                    | 2009       |      |
| Cangues d'Onís       | Peña Barcelonista Don Pelayo de Cangas de Onís | 2006       |      |
| Ciañu                | Peña Barcelonista de Ciaño                     | 2006       |      |
| Cualloto             | Peña Barcelonista Colloto                      | 2012       |      |
| L'Entregu            | Peña Barcelonista El Entrego                   | 2008       |      |
| Gijón                | Peña Azulgrana Gigia-Iván                      | 1994       |      |
| Gijón                | Peña Barcelonista La Calzada                   | 1992       |      |
| Gijón                | Peña Barcelonista "Sidreria La Villa"          | 1997       |      |
| Grau                 | Peña Barcelonista Moscona                      | 2008       |      |
| Les Arriondes        | Peña Barcelonista "Ivan"                       | 1994       |      |
| Llanes               | Peña Barcelonista de Llanes                    | 2003       |      |
| Ḷḷuarca              | Peña Barcelonista "Faro de Luarca"             | 1999       |      |
| Mieres               | Peña Barcelonista "Julio Alberto"              | 1971       |      |
| Navia-Puerto de Vega | Gran Peña Barcelonista Occidental              | 1993       |      |
| Oviedo               | Peña Barcelonista de Oviedo                    | 1988       |      |
| Oviedo               | Peña Barcelonista Montsacro                    | 1994       |      |
| Oviedo               | Peña Barcelonista Sidrería Belén               | 1995       |      |
| Oviedo               | Peña Barcelonista "Vetusta"                    | 1993       |      |
| Pola de Lena         | Peña Barcelonista Lena                         | 2003       |      |
| La Pola Siero        | Peña Barcelonista L'Ablana                     | 2006       |      |
| Riosa                | Peña Barcelonista "Angliru 2000"               | 2000       |      |
| Sama                 | Peña Barcelonista Langreo                      | 1982       |      |
| San Martín de Luiña  | Peña Barcelonista San Martín de Luiña          | 2004       |      |
| Siero                | Peña Barcelonista "El Cotayu"                  | 2001       |      |
| Tinéu                | Peña Barcelonista Villa de Tineo               | 2005       |      |
| Turón                | Peña Barcelonista Turón                        | 1997       |      |

### Canàries
| Localitat                             | Nom                                             | Antiguitat | Foto |
| ------------------------------------- | ----------------------------------------------- | ---------- | ---- |
| Las Palmas.Aldea de San Nicolás       | Peña Barçaldea                                  | 1997       |      |
| Las Palmas.Las Palmas de Gran Canaria | Peña Barcelonista Nicolas Casaus de Las Palmas  | 1998       |      |
| Las Palmas.Puerto del Rosario         | Peña Euro-Barça 92                              | 1992       |      |
| Santa Cruz de Tenerife                | Peña Barcelonista Pedrito                       | 2010       |      |
| Santa Cruz de Tenerife.Garachico      | Peña Barcelonista "Los Culegas" de Garachico    | 2002       |      |
| Santa Cruz de Tenerife.Tegueste       | Peña Barcelonista de Tenerife                   | 1994       |      |
| Tenerife. El Paso                     | Peña Blaugrana La Brisa Ciudad del Paso         | 2006       |      |
| Tenerife. La Orotava                  | Peña Barcelonista "Taoro del Valle"             | 2006       |      |
| Tenerife.Llanos de Aridane            | Peña Blaugrana Isla Bonita                      | 2003       |      |
| Tenerife.Valle Gran Rey               | Peña Blaugrana Valle Gran Rey-Isla de La Gomera | 2005       |      |

### Cantàbria
| Localitat   | Nom                                | Antiguitat | Foto |
| ----------- | ---------------------------------- | ---------- | ---- |
| Santander   | Gran Peña Barcelonista Gamper      | 1983       |      |
| Santander   | Peña Barcelonista "El Trastolillo" | 2001       |      |
| Sarón       | Peña Barcelonista de Sarón         | 2010       |      |
| Torrelavega | Peña Azulgrana de Torrelavega      | 1990       |      |

### Castella i Lleó
| Localitat                    | Nom                                           | Antiguitat | Foto |
| ---------------------------- | --------------------------------------------- | ---------- | ---- |
| Ávila                        | Peña Blaugrana Barçávila                      | 2002       |      |
| Ávila.Arévalo                | Peña Azulgrana "Johan Cruyff"                 | 1994       |      |
| Burgos                       | Peña Barcelonista Burgalesa                   | 1996       |      |
| Burgos                       | Peña Barcelonista "Tierras del Cid"           | 1995       |      |
| Burgos.Aranda de Duero       | Peña Barcelonista Arandina                    | 1999       |      |
| Burgos.Belorado              | Peña Barcelonista "El Iniestazo"              | 2012       |      |
| Burgos.Briviesca             | Peña Barcelonista Burebana                    | 1982       |      |
| Burgos.Quintanaortuño        | Peña Barcelonista Castellana                  | 2006       |      |
| León                         | Peña Barcelonista 1995 de León                | 2006       |      |
| León                         | Peña Leonesa F.C. Barcelona                   | 1992       |      |
| León.Astorga                 | Peña Maragata F.C. Barcelona                  | 1994       |      |
| León.Boñar                   | Peña Barcelonista Boñar                       | 1991       |      |
| León.Valencia de Don Juan    | Peña Barcelonista Coyanza                     | 2010       |      |
| León. La Bañeza              | Peña Barcelonista La Bañeza                   | 1981       |      |
| León. La Robla               | Peña Barcelonista Roblana                     | 2001       |      |
| León.Ponferrada              | Peña Barcelonista "El Bierzo"                 | 1982       |      |
| León.Santa María del Páramo  | Peña Paramesa Barcelonista                    | 2006       |      |
| León.Trobajo del Camino      | Peña Barcelonista Trobajo del Camino          | 2001       |      |
| León.Villabalter             | Peña Barcelonista Villabalter                 | 1988       |      |
| Palencia                     | Peña Palentina F.C.Barcelona                  | 1985       |      |
| Palencia.Aguilar de Campoo   | Peña Aguilarense F.C.Barcelona                | 1985       |      |
| Palencia.Cervera de Pisuerga | Peña Barcelonista de La Montaña Palentina     | 2010       |      |
| Palencia.Guardo              | Peña F.C.Barcelona Guardo                     | 1993       |      |
| Salamanca                    | Peña Barcelonista La Rana                     | 1994       |      |
| Salamanca                    | Peña Barcelonista Paco Seirul-lo              | 2012       |      |
| Salamanca                    | Peña Barcelonista Salamanca                   | 1997       |      |
| Salamanca.Alba de Tormes     | Peña Barcelonista Albense                     | 2009       |      |
| Salamanca.Ciudad Rodrigo     | Peña Barcelonista Ciudad Rodrigo              | 2011       |      |
| Salamanca.Puerto de Béjar    | Peña Barcelonista Puerto de Béjar             | 2012       |      |
| Segovia                      | Peña Segoviana del Barça                      | 1984       |      |
| Segovia.Bercial              | Castillo Blaugrana                            | 2012       |      |
| Segovia.Cuéllar              | Peña Barcelonista Cuellarana "Nicolau Casaus" | 1999       |      |
| Segovia. El Espinar          | Peña Barcelonista Los Gabarreros              | 2010       |      |
| Segovia.San Ildefonso        | Peña Azulgrana La Granja-Valsaín              | 2001       |      |
| Segovia.Sepúlveda            | Peña Barcelonista Comarca de Sepúlveda        | 2005       |      |
| Soria                        | Peña Barcelonista Soriana                     | 1991       |      |
| Valladolid                   | Peña Barcelonista "Centenario" Valladolid     | 1999       |      |
| Valladolid                   | Peña Barcelonista de Valladolid               | 2009       |      |
| Valladolid.Medina del Campo  | Peña Barcelonista Medinense                   | 2005       |      |
| Valladolid.Villanubla        | Peña Barcelonista "El Trébol" Villanubla      | 2009       |      |
| Zamora                       | Peña Barcelonista "Pepe Bernal"               | 1997       |      |
| Zamora.Benavente             | Peña Blaugrana de Benavente                   |            |      |
| Zamora.Toro                  | Peña Barcelonista Toresana                    | 1997       |      |
| Zamora.Villapando            | Peña Barcelonista Villapndo y Comarca         | 1998       |      |

### Castella-La Manxa
| Localitat                            | Nom                                                 | Antiguitat | Foto |
| ------------------------------------ | --------------------------------------------------- | ---------- | ---- |
| Albacete                             | Peña Barcelonista Ciudad de la Cuchilleria          | 2010       |      |
| Albacete.Alborea                     | Peña Barcelonista La Rosa del Azafrán               | 2003       |      |
| Albacete.Almansa                     | Peña Barcelonista de Almansa                        | 1971       |      |
| Albacete.Barrax                      | Peña Barcelonista de Barrax                         | 2003       |      |
| Albacete.Caudete                     | Peña Barcelonista Caudete                           | 1989       |      |
| Albacete.Elche de la Sierra          | Peña Barcelonista Elche de la Sierra                | 2013       |      |
| Albacete.Fuentealbilla               | Peña Barcelonista "Andrés Iniesta" de Fuentealbilla | 2002       |      |
| Albacete.Higueruela                  | Peña Barcelonista de Higueruela                     | 2006       |      |
| Albacete. La Gineta                  | Peña Barcelonista de la Gineta                      | 2005       |      |
| Albacete.Letur                       | Peña Barcelonista Villa de Letur                    | 2005       |      |
| Albacete.Munera                      | Peña F.C.Barcelona Munera                           | 2006       |      |
| Albacete.Tarazona de la Mancha       | Peña Barcelonista Jose Luis Nuñez                   | 1993       |      |
| Albacete.Tobarra                     | Peña Barcelonista "Túrbula"                         | 1998       |      |
| Albacete.Villalgordo del Júcar       | Peña Barcelonista Villalgordo del Júcar             | 2001       |      |
| Albacete.Villarobledo                | Peña Azulgrana Villarobledo                         | 1999       |      |
| Ciudad Real                          | Peña F.C.Barcelona Ciudad Real                      | 1977       |      |
| Ciudad Real.Albadalejo               | Peña Barcelonista de Albadalejo                     | 1997       |      |
| Ciudad Real.Almadén                  | Peña Barcelonista de Almadén y Comarca              | 1998       |      |
| Ciudad Real.Almagro                  | Peña Barcelonista de Almagro                        | 1992       |      |
| Ciudad Real.Almodóvar del Campo      | Peña Barcelonista "Guardiola" Almodóvar del Campo   | 1997       |      |
| Ciudad Real.Calzada de Calatrava     | Peña Barcelonista Calzadeña                         | 2004       |      |
| Ciudad Real.Daimiel                  | Peña Barcelonista de Daimiel                        | 1986       |      |
| Ciudad Real.Fuencaliente             | Peña Azulgrana de Fuencaliente                      | 2012       |      |
| Ciudad Real.Fuente El Fresno         | Peña Barcelonista La Fuente                         | 2009       |      |
| Ciudad Real. La Solana               | Peña Los Galanes del F.C.Barcelona                  | 1993       |      |
| Ciudad Real.Manzanares               | Peña F.C.Barcelona Manzanares                       | 1982       |      |
| Ciudad Real.Membrilla                | Peña Barcelonista de Membrilla                      | 1992       |      |
| Ciudad Real.Mestanza                 | Peña Barcelonista de Mestanza                       | 2008       |      |
| Ciudad Real.Miguelturra              | Peña Barcelonista de Miguelturra                    | 1993       |      |
| Ciudad Real.Moral de Calatrava       | Peña FC Barcelona de Moral de Calatrava             | 2005       |      |
| Ciudad Real.Pedro Muñoz              | Peña Barcelonista "Los Pedroteños"                  | 1997       |      |
| Ciudad Real.Santa Cruz de Mudela     | Peña Barcelonista Santa Cruz de Mudela              | 1998       |      |
| Ciudad Real.Socuéllamos              | Peña Barcelonista "Nicolau Casaus" Socuéllamos 99   | 2000       |      |
| Ciudad Real.Valdepeñas               | Peña Barcelonista Valdepeñas                        | 1981       |      |
| Cuenca                               | Peña Conquense F.C.Barcelona                        | 1966       |      |
| Cuenca.Campillo de Altobuey          | Peña Barcelonista Campillana Wembley 92             | 2000       |      |
| Cuenca.Casasimarro                   | Peña Barcelonista Casasimarro                       | 1988       |      |
| Cuenca. El Herrumblar                | Peña Barcelonista El Herrumblar                     | 2008       |      |
| Cuenca.Hinojosos                     | Peña Barcelonista Los Hinojosos                     | 1994       |      |
| Cuenca.Honrubia                      | Peña Barcelonista Honrubia                          | 2007       |      |
| Cuenca.Huete                         | Penya Barcelonista Optense                          | 1989       |      |
| Cuenca. La Alberca de Záncara        | Peña Barcelonista del Záncara                       | 2008       |      |
| Cuenca.Landete                       | Peña Barcelonista Landete                           | 1970       |      |
| Cuenca.Las Mesas                     | Peña Blaugrana Meseña                               | 2015       |      |
| Cuenca.Las Pedroñeras                | Peña Barcelonista "El Ajo"                          | 1982       |      |
| Cuenca.Mota del Cuervo               | Peña Blaugrana Moteña                               | 2005       |      |
| Cuenca.Motilla del Palancar          | Peña Barcelonista de Motilla                        | 2009       |      |
| Cuenca.Quintanar del Rey             | Peña Barcelonista Quintanar del Rey                 | 2004       |      |
| Cuenca.Santa Maria de los LLanos     | Peña Barcelonista Los LLanos-J.Gaspart              | 1998       |      |
| Cuenca.Talayuelas                    | Peña Barcelonista de Talayuelas                     | 2008       |      |
| Cuenca.Tarancón                      | Peña Barcelonista de Tarancón                       | 2014       |      |
| Cuenca.Valera de Abajo               | Peña Barcelonista Alejandro Martinez Mora           |            |      |
| Cuenca.Villalpardo                   | Peña Barcelonista Villal-Barça                      | 1983       |      |
| Cuenca.Villamayor de Santiago        | Peña Azulgrana de Villamayor                        | 1989       |      |
| Guadalajara                          | Peña Barcelonista Guadalajara                       | 1991       |      |
| Guadalajara.Azuqueca de Henares      | Peña Barcelonista de Azuqueca                       | 2007       |      |
| Guadalajara.Sigüenza                 | Peña Barcelonista de Sigüenza                       | 2000       |      |
| Toledo.Bargas                        | Peña Barcelonista de Bargas                         | 2009       |      |
| Toledo.Camuñas                       | Peña Barcelonista "Tio Francisquete"                | 1995       |      |
| Toledo. El Toboso                    | Peña Barcelonista "El Toboso"                       | 2012       |      |
| Toledo.Madridejos                    | Peña Barcelonista "Patrón San Sebastián"            | 1998       |      |
| Toledo.Ocaña                         | Peña Barcelonista "La Plaza" de Ocaña               | 1993       |      |
| Toledo.Quintanar de la Orden         | Peña Barcelonista 20 de Mayo de Quintanar           | 1992       |      |
| Toledo.Santa Cruz de la Zarza        | Peña Barcelonista La Bota                           | 1978       |      |
| Toledo.Torrijos                      | Peña Barcelonista Atalaya de Torrijos               | 1985       |      |
| Toledo.Villacañas                    | Peña Barcelonista "El Silo" de Villafranca          | 2008       |      |
| Toledo.Villanueva del Alcardete      | Peña Barcelonista El Escardillo                     | 1995       |      |
| Toledo.Villafranca de los Caballeros | Peña Azulgrana Villafranca de los Caballeros        | 2006       |      |
| Toledo.Villatobas                    | Peña Barcelonista Villatobas                        | 2008       |      |

### CeutaiMelilla
| Localitat | Nom                             | Antiguitat | Foto |
| --------- | ------------------------------- | ---------- | ---- |
| Ceuta     | Gran Peña Barcelonista de Ceuta | 1987       |      |
| Melilla   | Peña Barcelonista de Melilla    |            |      |

### Euskadi
| Localitat              | Nom                                                     | Antiguitat | Foto |
| ---------------------- | ------------------------------------------------------- | ---------- | ---- |
| Alava.Vitoria          | Penya Barcelonista Vitoria-Gasteiz Euskobarça           | 1991       |      |
| Bizkaia.Durango        | Peña Barcelonista "Indarra Barça"                       | 1998       |      |
| Bizkaia.Erandio        | Penya Barcelonista Bizcabarça                           | 2009       |      |
| Bizkaia.Ermua          | Peña Barcelonista de Ermua "El Centenari"               | 2000       |      |
| Gipuzkoa.Irun          | Peña Barcelonista de Irun                               | 1983       |      |
| Gipuzkoa.Pasaia        | Penya Barcelonista de Pasaia "La Bahía"                 | 2013       |      |
| Gipuzkoa.San Sebastián | Peña Barcelonista de Alza                               | 1987       |      |
| Gipuzkoa.Tolosa        | Peña Blaugrana Tolosarra                                | 2008       |      |
| Gipuzkoa.Zestoa        | Peña Barcelonista Zestoa 1899 "Zestoatik Oihuka: Barça" | 2008       |      |
| Gipuzkoa.Zumárraga     | Peña Barcelonista "Gora Barça-9 de Mayo"                | 1998       |      |

### Extremadura
| Localitat                          | Nom                                                        | Antiguitat | Foto |
| ---------------------------------- | ---------------------------------------------------------- | ---------- | ---- |
| Badajoz                            | Gran Peña de Badajoz F.C.Barcelona                         | 2004       |      |
| Badajoz.Aceuchal                   | Peña Barcelonista "Tierra de Barros" de Aceuchal           | 2004       |      |
| Badajoz.Ahillones                  | Peña Barcelonista de Ahillones                             | 2010       |      |
| Badajoz.Alange                     | Peña Barcelonista de Alange                                | 1997       |      |
| Badajoz.Almendralejo               | Peña Barcelonista "El Pino" de Amendralejo                 |            |      |
| Badajoz.Arroyo de San Serván       | Peña Blaugrana San serván                                  | 1992       |      |
| Badajoz.Azuaga                     | Peña Barcelonista de Azuaga                                | 1998       |      |
| Badajoz.Cabeza del Buey            | Peña Barcelonista "Pata Negra" de Cabeza del Buey          | 2009       |      |
| Badajoz.Calamonte                  | Peña Barcelonista san Isidro                               | 1993       |      |
| Badajoz.Castuera                   | Peña Barcelonista de Castuera                              | 1987       |      |
| Badajoz.Don Benito                 | Peña Barcelonista Don Benito y Comarca                     | 1974       |      |
| Badajoz.Esparragalejo              | Peña Barcelonista Esparrense                               | 2005       |      |
| Badajoz.Esparragosa de la Serena   | Peña Barcelonista "Zorrera" El Triplete                    | 2009       |      |
| Badajoz.Fregenal de la Sierra      | Peña Barcelonista Nertobriga                               | 2002       |      |
| Badajoz.Fuente del Maestre         | Peña Barcelonista Castra Vinaria                           | 1987       |      |
| Badajoz.Gargáligas                 | Peña Barcelonista La Jarilla                               | 2009       |      |
| Badajoz.Guadalperales              | Peña Barcelonista Siglo XXI de Acedera y Los Guadalperales | 2009       |      |
| Badajoz.Guareña                    | Peña Barcelonista de Guareña                               | 1983       |      |
| Badajoz.Jerez de los Caballeros    | Peña Barcelonista "Guardiola" Jerez de los Caballeros      | 2000       |      |
| Badajoz. La Garrovilla             | Peña Barcelonista "Luis Romo" de la Garrovilla             | 1991       |      |
| Badajoz. La Parra                  | Peña Barcelonista Gol 4000                                 | 1996       |      |
| Badajoz. La Zarza                  | Peña Barcelonista de La Zarza                              | 2000       |      |
| Badajoz.Llerena                    | Peña Barcelonista Llerenense                               | 1991       |      |
| Badajoz.Lobón                      | Peña Barcelonista El Triplete de Lobón                     | 2013       |      |
| Badajoz.Los Santos de Maimona      | Peña Barcelonista Estadio                                  | 1967       |      |
| Badajoz.Medina de las Torres       | Peña Barcelonista "Las Torres"                             | 1998       |      |
| Badajoz.Montemolín                 | Peña Barcelonista de Montemolín                            | 2002       |      |
| Badajoz.Monterrubio de la Serena   | Peña Barcelonista Monterrubio de la Serena                 |            |      |
| Badajoz.Montijo                    | Peña Barcelonista de Montijo                               | 1981       |      |
| Badajoz.Navalvillar de Pela        | Peña Barcelonista "La Encamisa"                            | 1982       |      |
| Badajoz.Oliva de la Frontera       | Peña Deportiva F.C.Barcelona de Oliva                      |            |      |
| Badajoz.Olivenza                   | Peña Oliventina F.C.Barcelona                              | 1983       |      |
| Badajoz.Peraleda de Zaucejo        | Peña Barcelonista Peraleda de Zaucejo                      | 2006       |      |
| Badajoz.Puebla de la Calzada       | Peña F.C.Barcelona Puebla de la Calzada                    | 1994       |      |
| Badajoz.Puebla de Sancho Pérez     | Peña Barcelonista El Zorro Culé                            | 2011       |      |
| Badajoz.Ruecas                     | Peña Barcelonista de Ruecas                                | 2012       |      |
| Badajoz.San Benito de la Contienda | Peña Barcelonista San Benito                               | 2012       |      |
| Badajoz.San Vicente de Alcántara   | Peña Barcelonista Sanvicenteña                             | 1992       |      |
| Badajoz.Santa Marta de los Barros  | Peña Barcelonista "El Tranvía" de Santa Marta              | 2005       |      |
| Badajoz.Segura de León             | Peña Barcelonista Segura de León                           | 2003       |      |
| Badajoz.Talavera la Real           | Peña Barcelonista de Talavera la Real                      | 1981       |      |
| Badajoz.Torremayor                 | Peña Barcelonista de Torremayor                            | 2006       |      |
| Badajoz.Torremejía                 | Peña Barcelonista de Torremejía                            | 2005       |      |
| Badajoz.Trujillanos                | Peña Barcelonista de Trujillanos                           | 2001       |      |
| Badajoz.Valdehornillos             | Peña Barcelonista de Valdehornillos                        | 2011       |      |
| Badajoz.Villafranca de los Barros  | Peña Cultural y Recreativa Barcelonista "Diego Luna"       | 1982       |      |
| Badajoz.Villagonzalo               | Peña Barcelonista de Villagonzalo                          | 2011       |      |
| Badajoz.Villanueva de la Serena    | Peña Barcelonista Villanueva de la Serena                  | 1984       |      |
| Badajoz.Zafra                      | Peña Barcelonista "Los Billares"                           | 1991       |      |
| Badajoz.Zalamea de la Serena       | Peña Barcelonista Pedro Crespo                             | 1989       |      |
| Cáceres.Aldehuela de Jerte         | Peña Barcelonista Chema Corbella Aldehuela de Jerte        | 2011       |      |
| Cáceres.Arroyo de la Luz           | Peña "El Centenario" F.C.Barcelona de Arroyo               | 1999       |      |
| Cáceres.Casillas de Coria          | Peña Barcelonista "Voz Castua"                             | 1994       |      |
| Cáceres.Coria                      | Peña Barcelonista Cauria                                   | 2000       |      |
| Cáceres.Deleitosa                  | Peña Barcelonista de Deleitosa                             | 2004       |      |
| Cáceres.Losar de la Vera           | Peña Barcelonista Losareña                                 | 2005       |      |
| Cáceres.Malpartida de Cáceres      | Peña Barcelonista de Malpartida de Cáceres                 | 2005       |      |
| Cáceres.Miajadas                   | Peña Barcelonista "20 de Mayo"                             | 1992       |      |
| Cáceres.Navalmoral de la Mata      | Peña Barcelonista Morala                                   | 1970       |      |
| Cáceres.Peraleda de la Mata        | Peña Barcelonista "Peralea"                                | 1995       |      |
| Cáceres.Plasencia                  | Peña Barcelonista Placentina                               | 1975       |      |
| Cáceres.Serradilla                 | Peña Barcelonista de Serradilla                            | 2001       |      |
| Cáceres.Tiétar                     | Peña Barcelonista Rio Tiétar                               | 2005       |      |
| Cáceres.Torreorgaz                 | Peña Torreorgaz F.C.Barcelona                              | 2001       |      |
| Cáceres.Trujillo                   | Peña Barcelonista de Trujillo                              | 1989       |      |
| Cáceres.Vegaviana                  | Peña Barcelonista Vegaviana                                | 1998       |      |

### Galícia
| Localitat                              | Nom                                          | Antiguitat | Foto |
| -------------------------------------- | -------------------------------------------- | ---------- | ---- |
| A Coruña.Ares                          | Peña Barcelonista Aresana                    | 1982       |      |
| A Coruña.Boiro                         | Peña Barcelonista do Barbanza                | 2010       |      |
| A Coruña. El Ferrol                    | Peña Barcelonista Ferrolana                  | 1972       |      |
| A Coruña.Narón                         | Peña Barcelonista de Narón                   | 2001       |      |
| A Coruña.Padrón                        | Peña Barça Padrón                            | 2004       |      |
| A Coruña.Santiago de Compostela        | Peña Barcelonista de Santiago                | 1980       |      |
| Lugo                                   | Peña Barcelonista Lucense                    | 1982       |      |
| Lugo.Burela                            | Peña Barcelonista Burela                     | 2000       |      |
| Lugo.Guitiriz                          | Peña Barcelonista Concello de Guitiriz       | 1997       |      |
| Lugo.Monforte de Lemos                 | Peña Barcelonista Val de Lemos               | 2004       |      |
| Lugo.Ribadeo                           | Peña Barcelonista A Balastrera de Ribadeo    | 2009       |      |
| Lugo.Rubián                            | Peña Barcelonista "Nicolau Casaus" de Rubián | 2002       |      |
| Lugo.San Miguel de Reinantes-Barreiros | Peña Barcelonista "San Miguel"               | 1998       |      |
| Lugo.Sarria                            | Peña Barcelonista de Sarria y Comarca        | 2001       |      |
| Ourense                                | Peña Eternos do Barça                        | 1987       |      |
| Ourense.A Rúa de Valdeorras            | Peña Barcelonista "Bar Adolfo" a Rúa         | 2005       |      |
| Pontevedra.Cambados                    | Peña Barcelonista Alvariño de Cambados       | 2009       |      |
| Ourense.Carballiño                     | Peña Barcelonista do Carballiño              | 1989       |      |
| Pontevedra.Isla de Arosa               | Peña Barcelonista Illa de Arousa             | 2010       |      |
| Pontevedra.Lalín                       | Peña Barça Lalín                             | 1997       |      |
| Pontevedra.Marín                       | Peña Barcelonista de Marín                   | 1995       |      |
| Pontevedra.O Grove                     | Peña Barcelonista O Grove                    | 1996       |      |
| Pontevedra.O Porriño                   | Asociación Peña Barcelonista de Porriño      | 2011       |      |
| Pontevedra.Ponteareas                  | Peña Barcelonista de Tui                     | 2005       |      |
| Pontevedra.Valga                       | Peña Barcelonista A Bella Otero de Valga     | 2007       |      |
| Pontevedra.Vilagarcia de Arousa        | Peña Barcelonista Perla de Arousa            | 2013       |      |

### La Rioja
| Localitat                   | Nom                                        | Antiguitat | Foto |
| --------------------------- | ------------------------------------------ | ---------- | ---- |
| Aldeanueva de Ebro          | Peña Deportiva F.C.Barcelona de Aldeanueva | 1984       |      |
| Alfaro                      | Peña F.C.Barcelona Alfaro                  | 1962       |      |
| Arnedo                      | Peña Arnedana F.C.Barcelona                | 1977       |      |
| Calahorra                   | Peña Deportiva F.C.Barcelona de Calahorra  | 1994       |      |
| Entrena                     | Peña Barcelonista de Entrena               | 1998       |      |
| Ezcaray                     | Peña Barcelonista Ezcaray                  | 2006       |      |
| Fuenmayor                   | Peña Barcelonista de Fuenmayor             | 2010       |      |
| Logroño                     | Peña Barcelonista Culés de Logroño         | 2010       |      |
| Logroño                     | Peña Barcelonista Riojana de Logroño       | 1998       |      |
| Murillo de Río Leza         | Peña Barcelonista "Murillo de Río Leza"    | 1992       |      |
| Nájera                      | Peña Barcelonista Najerina                 | 1986       |      |
| Navarrete                   | Peña Barcelonista Navarrete                | 1992       |      |
| Pradejón                    | Peña Blaugrana de Pradejón                 | 2007       |      |
| Quel                        | Peña Barcelonista de Quel                  | 1996       |      |
| Rincón de Soto              | Peña F.C.Barcelona Rincón Soto             | 1983       |      |
| San Asensio                 | Peña Barcelonista San Asensio              | 2010       |      |
| Santo Domingo de la Calzada | Peña El Santo del FC Barcelona             | 2010       |      |

### Madrid
| Localitat                      | Nom                                                    | Antiguitat | Foto |
| ------------------------------ | ------------------------------------------------------ | ---------- | ---- |
| Madrid                         | Peña Barcelonista "Los Amigos en Madrid"               | 1990       |      |
| Madrid                         | Peña Barcelonista Madrileña Valle del Kas              | 2005       |      |
| Madrid                         | Penya Blau-grana Cercle Català                         | 1985       |      |
| Madrid                         | Peña Blaugrana de Madrid                               | 1968       |      |
| Madrid.Alacalá de Henares      | Peña Barcelonista Alcalá de Henares                    | 1968       |      |
| Madrid.Fuenlabrada             | Peña Barcelonista Fuenlabarça                          | 1996       |      |
| Madrid.Miraflores de la Sierra | Peña Barcelonista Miraflores                           | 2002       |      |
| Madrid.Móstoles                | Peña Barcelonista de Móstoles                          | 2010       |      |
| Madrid.Móstoles                | Peña Mostoles Blaugrana                                | 2009       |      |
| Madrid.San Fernando de Henares | Peña Barcelonista "Real Sitio" San Fernando de Henares | 2002       |      |
| Madrid.Santorcaz               | Peña Barcelonista Santorcaz                            | 2006       |      |
| Madrid.Torrejón de Ardoz       | Peña Barcelonista Torrejón de Ardoz                    | 1982       |      |
| Madrid.Valdemoro               | Peña Barcelonista Valdemoro                            | 1994       |      |

### Múrcia
| Localitat                     | Nom                                             | Antiguitat | Foto |
| ----------------------------- | ----------------------------------------------- | ---------- | ---- |
| Murcia.Abarán                 | Peña Barcelonista de Abarán                     | 1987       |      |
| Murcia.Águilas                | Gran Peña Barcelonista Águilas                  | 1971       |      |
| Murcia.Alcantarilla           | Peña Barcelonista de Alcantarilla               | 2000       |      |
| Murcia.Alhama de Murcia       | Peña Barcelonista de Alhama de Murcia           | 1995       |      |
| Murcia.Archena                | Peña Barcelonista de Archena                    | 1992       |      |
| Murcia.Beniaján               | Peña Barcelonista Beniaján Ivan de la Peña      | 2000       |      |
| Murcia.Beniel                 | Peña Barcelonista de Beniel                     | 1995       |      |
| Murcia.Bullas                 | Peña Barcelonista de Bullas                     | 1997       |      |
| Murcia.Calasparra             | Peña Barcelonista de Calasparra                 | 2000       |      |
| Murcia.Caravaca de la Cruz    | Peña Barcelonista La Cruz                       | 1995       |      |
| Murcia.Cartagena              | Peña Barcelonista de Cartagena                  | 1994       |      |
| Murcia.Hoya del Campo         | Peña Barcelonista de Hoya del Campo             | 2005       |      |
| Murcia.Jumilla                | Peña Barcelonista de Jumilla                    | 1988       |      |
| Murcia. La Alberca            | Peña Barcelonista de La Alberca                 | 1999       |      |
| Múrcia.Las Torres de Cotillas | Peña Barcelonista Torres de Cotillas            | 1998       |      |
| Murcia. La Unión              | Peña Barcelonista La Unión Blaugrana de Murcia  | 2008       |      |
| Murcia.Macisvenda             | Peña Barcelonista de Macisvenda                 | 2009       |      |
| Murcia.Mazarrón               | Peña Barcelonista de Mazarrón                   | 2005       |      |
| Murcia.Mula                   | Peña Barcelonista de Mula                       | 1994       |      |
| Murcia.Molina de Segura       | Peña Barcelonista Molina de Segura              | 1982       |      |
| Murcia.Puebla de Soto         | Peña Barcelonista Puebla de Soto                | 1997       |      |
| Murcia.Puerto Lumbreras       | Peña Barcelonista de Puerto Lumbreras           | 1996       |      |
| Murcia.Roldán                 | Peña Barcelonista de Roldán                     | 2009       |      |
| Murcia.Santomera              | Peña Barcelonista de Santomera                  | 2003       |      |
| Murcia.Torre Pacheco          | Peña Barcelonista Carles Puyol de Torre Pacheco | 2015       |      |
| Murcia.Totana                 | Peña Barcelonista de Totana                     | 1997       |      |

### Navarra
| Localitat   | Nom                                            | Antiguitat | Foto |
| ----------- | ---------------------------------------------- | ---------- | ---- |
| Ablitas     | Peña Barcelonista de Ablitas                   | 2012       |      |
| Andosilla   | Peña Barcelonista "Ahí Estamos"                | 1998       |      |
| Azagra      | Peña F.C.Barcelona de Azagra                   | 1984       |      |
| Cascante    | Peña Barcelonista de Cascante                  | 2007       |      |
| Cortes      | Peña Barcelonista de Cortes "Antonio Castillo" | 2002       |      |
| Monteagudo  | Peña Barcelonista de Monteagudo                | 1999       |      |
| Olite       | Peña Barcelonista Castillo de Olite            | 2013       |      |
| Pamplona    | Peña Navarros del Barça                        | 1993       |      |
| Ribaforada  | Peña Barcelonista Ribaforada                   | 1993       |      |
| Tafalla     | Peña Barcelonista de Tafalla                   | 2000       |      |
| Valtierra   | Peña Barcelonista de Valtierra                 | 2011       |      |
| Zizur Mayor | Peña Barcelonista Erreniega                    | 2009       |      |

## Món

### Àfrica
| Localitat                   | Nom                                      | Antiguitat | Foto |
| --------------------------- | ---------------------------------------- | ---------- | ---- |
| Tunisie. Tunis              | penya Barcelonista Tunis                 | 2019       |      |
| Egipte. El Caire            | Barcelona Cairo Fans                     | 2016       |      |
| Marroc.Alhucemas            | Peña Barcelonista "Rifeña" Alhucemas     | 2006       |      |
| Marroc.Casablanca           | Gent Blaugrana d'Anfa                    | 2013       |      |
| Marroc.Chefchaouen          | Associació del Nord Blaugrana de Chaouen | 2005       |      |
| Marroc. El Jadida           | Association Penya Mazagan FCB            | 2010       |      |
| Marroc.Fez                  | Penya Blaugrana de Fez                   | 2015       |      |
| Marroc.Marràqueix           | Penya Blaugrana de Marrakech             |            |      |
| Marroc.Tànger               | Penya Barcelonista de Tànger             | 2005       |      |
| Marroc.Tetouan              | Penya Barça Tetouani                     | 2005       |      |
| Nigèria.Lagos               | Penya Barça de Lagos Club                | 2012       |      |
| Senegal.Oussouye Ziguinchor | Penya Blaugrana de la Casamance          | 2006       |      |
| Sud-àfrica.Johannesburg     | Mzansi Penya Barcelonista                | 2010       |      |

### Amèrica
| Localitat                              | Nom                                                  | Antiguitat | Foto |
| -------------------------------------- | ---------------------------------------------------- | ---------- | ---- |
| Argentina.Buenos Aires                 | Peña Barcelonista "Nicolau Casaus"                   | 1986       |      |
| Argentina.Lomas de Zamora              | Peña Barcelonista de Banfield y Lomas                | 2011       |      |
| Argentina.Córdoba                      | Penya Barcelonista de Córdoba-Argentina              | 2017       |      |
| Brasil.Sao Paolo                       | Penya Barcelonista de Sao Paolo                      | 2005       |      |
| Colombia.Cali                          | Peña Barcelonista Cafetera de Cali                   | 2014       |      |
| Cuba.Banes                             | Peña "El Barça Vive en Banes"                        | 2007       |      |
| Cuba. La Habana                        | Peña Barcelonista de La Habana                       | 1996       |      |
| Cuba.Pinar del Rio                     | Peña Barcelonista Pinar del Rio-Cuba                 | 2006       |      |
| Cuba.San Antonio de las Vueltas        | Penya Vueltas Blaugrana                              |            |      |
| Cuba.Santiago de Cuba                  | Peña Barcelonista "Ladislao Kubala" Santiago de Cuba | 2004       |      |
| Cuba.Trinidad                          | Peña Barcelonista Trinidad                           | 2005       |      |
| El salvador.Colonia Escalón            | Penya del Barça El Salvador                          | 2003       |      |
| Estats Units d'Àmerica.Charlotte       | Penya Blaugrana Charlotte                            | 2016       |      |
| Estats Units d'Àmerica.Miami           | Penya Barcelonista de Miami                          | 2004       |      |
| Estats Units d'Àmerica.New York        | Penya Barcelonista de Nova York                      | 2002       |      |
| Estats Units d'Àmerica.San Francisco   | Penya Barcelonista San Francisco                     | 2011       |      |
| Estats Units d'Àmerica.Washinton DC    | Penya Barcelonista de Washinton DC                   | 2011       |      |
| Guatemala                              | Penya del Barça de Guatemala                         | 2001       |      |
| Guatemala.Quetzatenango                | Peña Barcelonista Xiva                               | 2009       |      |
| República Dominicana.Distrito Nacional | Penya Barcelonista Chicho Sibilio                    | 2013       |      |
| República Dominicana.Santo Domingo     | Penya Blaugrana Dominicana Caribbean                 | 2016       |      |
| Mèxic.México DF                        | Peña Rincón del Barça en México                      | 2015       |      |
| Mèxic.Miguel Hidalgo                   | Penya Barcelonista Ciutat de Mèxic                   | 2008       |      |
| Paraguay.Asunción                      | Penya Barcelonista de Asunción                       | 2014       |      |
| Perú.Urbanixación Chacra Rios Norte    | Penya Blaugrana de Lima                              | 2005       |      |
| Puerto Rico(US).San Juan               | Penya Blaugrana de Puerto Rico                       | 2009       |      |
| Uruguay.Montevideo                     | Penya Barcelonista de Montevideo "Héctor Scarone"    | 2008       |      |

### Àsia
| Localitat             | Nom                                                | Antiguitat | Foto |
| --------------------- | -------------------------------------------------- | ---------- | ---- |
| Aràbia Saudita.Riyadh | Penya Blaugrana de Riyadh                          | 2016       |      |
| Hong Kong.Sheung Wan  | Barça Hong Kong Fan Club                           | 2015       |      |
| India.Gurgaon         | FC Barcelona Fan Club India                        | 2008       |      |
| Japó.Tokyo            | Peña FC Barcelona Japan                            | 2003       |      |
| Jordània.Amman        | Jordan Association of the Barcelona Club Promoters | 2007       |      |
| Kirguizstan.Bishkek   | Barcelona Fan Club in Bishkek                      | 2015       |      |
| Líban.Beirut          | Penya Barcelonista de Beirut                       | 2014       |      |
| Xina.Beijing          | Penya Barcelonista "La Gran Muralla Xina"          | 1991       |      |
| Xina.Shanghai         | Penya Ànima Blaugrana Shanghai                     | 2016       |      |

### Europa
| Localitat                         | Nom                                                  | Antiguitat | Foto |
| --------------------------------- | ---------------------------------------------------- | ---------- | ---- |
| Alemanya.Berlín                   | Penya Barcelonista "Berlín Culé"                     | 1998       |      |
| Alemanya.Colònia                  | Kölscher FC Barcelona Fan Club                       | 2010       |      |
| Alemanya.Hofheim                  | Penya Azulgrana Frankfurt/Rhein-Main                 | 2010       |      |
| Alemanya.Munic                    | BayerischerPenya Blaugrana                           | 2013       |      |
| Alemanya.Wolfsburg                | Penya Barcelonista de Wolfsburg                      | 2014       |      |
| Andorra.Andorra La Vella          | Ciberpenya Blaugrana                                 | 1998       |      |
| Andorra.Andorra la Vella          | Penya Blaugrana Principat d'Andorra                  | 1961       |      |
| Andorra.Erts                      | Penya Barcelonista de La Massana                     | 1994       |      |
| Anglaterra.Londres                | Penya Blaugrana London of Great Britain              | 1985       |      |
| Anglaterra.Newcastle              | Penya Union Blaugrana                                | 2007       |      |
| Austria.Senftenbach               | Penya Barcelonista Alta Austria                      | 2010       |      |
| Austria.Viena                     | Penya Barcelonista de Viena "Udo Steinberg"          | 2010       |      |
| Bèlgica.Brussel-les               | Penya Barcelonista Casal Català Brussel-les          | 1991       |      |
| Bèlgica.Gant                      | Penya Barcelonista de Gante                          | 2013       |      |
| Bèlgica.Genk                      | Penya Fanatiek FC Barcelona Limburg                  | 2002       |      |
| Bèlgica.Knokke-Heist              | Penya Barcelonista Knokke-Heist                      | 2013       |      |
| Bòsnia i Hercegovina.Sarajevo     | Penya Barcelonista Dragones                          | 2012       |      |
| Bulgària.Sofia                    | Penya Blaugrana de Sofia i Amics                     | 2014       |      |
| Dinamarca.Copenhagen              | Penya Barcelonista de Copenhaguen                    | 2011       |      |
| Escòcia.Irvine                    | Penya Blaugrana Irvine                               | 2015       |      |
| Eslovàquia.Bratislava             | Penya Barcelonista Eslovaca dels Alts Tatras         | 2013       |      |
| Eslovènia.Ljubljana               | Penya Blaugrana Eslovena Triglav                     | 2011       |      |
| Finlàndia.Vantaa                  | FC Barcelona Fan Club Finland                        | 2001       |      |
| França.Banyuls Mer                | Penya Barça Banyuls de la Marenda                    | 1993       |      |
| França.Cabestany                  | Penya Barça Cabestany                                |            |      |
| França.Canet Plage en Roussillion | Penya Blaugrana del Roselló                          | 1996       |      |
| França.Carvin                     | Penya "Blaugranor" du Nord de la France              | 2003       |      |
| França.Chanceaux-sur-Choisille    | Penya de Touraine Supporters du Barça                | 2012       |      |
| França. Les Pavillons-sous-Bois   | FC Barcelona Clan:Cyberpenya Blaugrana Francophone   | 2004       |      |
| França.Lió                        | FC Blaugrana "Plus Que Des Supporters"               | 2007       |      |
| França.París                      | Penya Blaugrana de París                             | 2011       |      |
| França.Perpinyà                   | Penya Barcelonista Perpinyà                          | 1985       |      |
| França.Perpinyà                   | Penya del Roselló                                    | 2000       |      |
| França.Prada                      | Penya Blaugrana del Conflent                         | 2012       |      |
| França.Prats de Molló             | Penya Barcelonista de Prats de Molló                 | 2007       | -    |
| França.Sant Juèri                 | Peña Barcelonista "Gabriel López Sola" de Sant Juèri | 2009       |      |
| França.Tarbes                     | Penya Barcelonista de Tarbes                         |            |      |
| Geòrgia.Tbilissi                  | Peña Barcelonista Tbilisi                            | 2012       |      |
| Grècia.Atenes                     | Penya Barcelonista d'Atenes                          | 2006       |      |
| Holanda.Amsterdam                 | Penya Blaugrana d'Amsterdam                          | 2011       |      |
| Holanda.Roosendaal                | Penya Barcelonista de Roosendaal                     | 2013       |      |
| Holanda.Rosmalen                  | Fan Club Barcelona de Rosmalen                       | 1999       |      |
| Holanda.Zutphen                   | Penya La Màquina Blaugrana                           | 2003       |      |
| Islàndia.Reykjavík                | Penya Blaugrana Börsungar                            | 2013       |      |
| Itàlia.Bèrgam                     | Penya Barcelonista di Bèrgamo-Citta dei Mille        | 2013       |      |
| Itàlia.Brivio                     | Penya Lombarda F.C. Barcelona                        | 2007       |      |
| Itàlia.Gènova                     | Penya Barcelonista de Gènova                         | 2012       |      |
| Itàlia.Roma                       | Penya Blaugrana di Roma                              | 2016       |      |
| Itàlia.Torí                       | Penya Barcelonista de Turín                          | 2010       |      |
| Kosovo.Pristina                   | Penya Kosovar del Futbol Club Barcelona              | 2005       |      |
| Luxemburg.Bofferdange             | Penya Barça de Luxembourg                            | 2009       |      |
| Macedònia del Nord.Strumica       | Penya Barcelonista Sis Copes de Strumica             | 2014       |      |
| Malta.Sliema                      | Barcelona Supporters Club Malta                      | 2007       |      |
| Noruega.Oslo                      | Penya Blaugrana del Nord                             | 2000       |      |
| Noruega.Trondheim                 | Penya Barcelonista de Trondheim                      | 2008       |      |
| Polònia.Poznan                    | Penya Blaugrana de Poznan                            | 2016       |      |
| Polònia.Varsòvia                  | Fan Club Barça Polska                                | 2006       |      |
| Polònia.Varsòvia                  | Penya Barcelonista de Varsòvia                       | 2011       |      |
| Portugal.Lisboa                   | Penya Barcelonista de Lisboa                         | 2006       |      |
| República Txeca.Celadna           | Penya Barcelonista Lleó de Dues Cues                 | 2011       |      |
| Rússia.San Petersburg             | Penya Barcelonista de San Petersburg                 | 2006       |      |
| Suècia.Estocolm                   | Penya Barcelonista de Suecia                         | 1996       |      |
| Suècia.Karlstad                   | Penya Barça Vikings                                  | 2016       |      |
| Suècia.Umea                       | FC Barcelona Supporters Club Nordic                  | 2008       |      |
| Suïssa.Basilea                    | Penya Blaugrana de Basel                             | 2014       |      |
| Suïssa.Bellinzona                 | FC Barcelona Penya Ticino                            | 2012       |      |
| Suïssa.Hombrechtikon              | FC Juvenil Barcelona de Zürich                       | 2003       |      |
| Suïssa.Lausana                    | Peña Barcelonista de Laussane                        | 1989       |      |
| Suïssa.Martigny                   | Peña Barcelonista Martigny-Valais Romand             | 2007       |      |
| Suïssa.Ostermundigen              | Penya Barcelonista Suiza Berna                       | 2000       |      |
| Suïssa.Perly                      | Penya Barcelonista de Ginebra                        | 1998       |      |
| Suïssa.Schaffhausen               | Peña Barcelonista Don Quijote                        | 1991       |      |
| Xipre.Nicòsia                     | Penya Barcelonista de Nicòsia                        | 2016       |      |